# Piemonte
Il Piemonte (AFI: /pjeˈmonte/; Piemont [pjeˈmʊnt]  in piemontese, in occitano e in lombardo, Piémòn in patois valdostano; Piemont [pjeˈmont] nella variante Töitschu della lingua walser, Piemónte [pjeˈmʊnte]  in ligure; Piémont [pje.mɔ̃] in francese) è una regione a statuto ordinario di 4 255 458 abitanti dell'Italia nord-occidentale, istituita nel 1948 e resa operativa nel 1970. Il suo capoluogo amministrativo – nonché capitale storica – è la città di Torino. Confina a ovest con la Francia (regioni Alvernia-Rodano-Alpi e Provenza-Alpi-Costa Azzurra), a nord-ovest con la Valle d'Aosta, a nord con la Svizzera (Canton Vallese e Canton Ticino), a est con la Lombardia, a sud-est con l'Emilia-Romagna e a sud con la Liguria.
È la seconda regione italiana per superficie, settima per numero di abitanti, seconda per maggior numero di comuni, la più occidentale d'Italia e fa parte della Conferenza delle regioni e delle province autonome, dell'Euroregione Alpi-Mediterraneo, della Macroregione alpina e, limitatamente ai territori delle province di Novara e del Verbano-Cusio-Ossola, della Regio Insubrica. È inoltre la quarta regione per esportazioni, con una quota del 10% sul totale nazionale, e quinta per valore del prodotto interno lordo, con circa 143 miliardi di euro totali. Il reddito pro capite è superiore alla media italiana.

## Etimologia
Inizialmente la parola Piemonte, che a partire dalla fine del XII secolo apparve scritto nelle cartine topografiche nella versione latina Pedemontium o Pedemontis (che significa "ai piedi dei monti"), identificava i possedimenti dei Savoia, limitati ai tratti compresi in prossimità del Sangone, della Dora Riparia e del Po. Successivamente il termine si estese ad indicare una parte sempre più ampia della pianura al di qua delle Alpi, elevata nel 1418 a Principato, in concomitanza con le conquiste sabaude. Il legame con il paesaggio alpino è evidente nella storia. In Val di Susa nella zona di Novalesa, posta alla base del Colle del Moncenisio, che presenta un ripido dislivello tra passo e fondovalle circondato da alte cime, un edificio ecclesiastico posto lungo la frequentata Via Francigena veniva già indicato tra XII e XIII secolo come S. Maria ad Pedem Montis Cenisii, o S. Maria de Pedemontio.

## Geografia fisica
(Giosuè Carducci, Rime e ritmi, Piemonte, 1890)

Altimetria del Piemonte

Il territorio della regione è suddivisibile in tre fasce concentriche, di cui la prevalente e più esterna è quella alpina ed appenninica (ben il 43% del territorio regionale). Al suo interno vi è la zona collinare (30% del territorio), la quale racchiude la zona pianeggiante (26% del territorio).

Nella regione scorrono moltissimi fiumi e torrenti, tutti affluenti del fiume Po che nasce al Pian del Re ai piedi del Monviso.

### Orografia
Le catene montuose che interessano il Piemonte sono le Alpi e gli Appennini, che circondano la regione su tre lati, senza soluzione di continuità, da Nord a Sud in senso antiorario. In particolare, i settori alpini che attraversano la regione sono le Alpi Liguri, le Alpi Marittime, le Alpi Cozie, le Alpi Graie (Alpi Occidentali, a confine con la Francia e la Valle d'Aosta), le Alpi Pennine e le Alpi Lepontine (Alpi Centrali, a confine con la Svizzera). Il settore appenninico che interessa il Piemonte è invece l'Appennino ligure (Appennino settentrionale), situato al confine con Liguria ed Emilia-Romagna. Le catene montuose costituiscono così un confine naturale su tre lati.
La montagna piemontese ha un aspetto imponente ed aspro: le sommità al di sopra dei tremila metri scendono rapidamente verso la pianura, caratterizzando la zona occidentale della regione che, a differenza di tutte le altre regioni alpine, è priva delle Prealpi. Questo fenomeno è particolarmente evidente in Val di Susa, dove ad esempio a Susa il fondovalle si trova a una quota di soli 503 metri s.l.m., mentre le cime che circondano l'abitato superano i 3 000 metri e raggiungono i 3 538 metri s.l.m. con il Rocciamelone. Al di sotto delle rocce e dei pascoli ci sono ampie estensioni di boschi di conifere (il Piemonte è la prima regione italiana per superficie forestale, con circa un milione di ettari di boschi), tra le quali gli abeti sono meno diffusi che in altre sezioni delle Alpi; scendendo di quota esse lasciano presto il posto a faggeti e castagneti. In questa fascia sono presenti le più alte cime della regione, che superano i 4000 m: la Punta Nordend (4609 m), massima elevazione regionale nonché seconda cima più alta del massiccio del Monte Rosa; e il Massiccio del Gran Paradiso, che tocca quota 4026 m con il Roc; vi sono poi numerose cime che superano i 3000 m, tra cui il Monviso, l'Uia di Ciamarella, il Rocciamelone, il Monte Leone e l'Argentera.
Nelle valli sono evidenti le impronte umane, rappresentate da importanti vie di comunicazione internazionali stradali e ferroviarie. Nelle valli minori si trovano dighe, impianti idroelettrici e centri turistici. Le principali zone collinari sono il Canavese a nord-ovest, le Langhe e il Roero a sud, il Monferrato e le Colline del Po al centro, le Colline Novaresi e del Vergante a nord e i Colli Tortonesi a sud-est. Le colline meridionali delle Langhe e del Monferrato sono formate da antichi sedimenti marini e sono poco resistenti all'acqua, che vi scava un labirinto di solchi e di valli. I versanti bene esposti sono coltivati a vite, cereali e foraggi ma anche a frutteti e noccioleti, mentre l'allevamento, un tempo molto diffuso, è ora concentrato nelle pianure meridionali. Nel 2014 le colline vitate delle Langhe, del Roero e del Monferrato sono state incluse nella Lista dei patrimoni dell'umanità dell'UNESCO.
Tra queste colline e le Alpi, un altopiano ricco di acqua arriva fino a Cuneo, ad oltre cinquecento metri di altezza: qui i campi sono coltivati soprattutto a foraggi e cereali. Proprio nella regione ha inizio la Pianura Padana, che, soprattutto nelle province di Vercelli e Novara, è ampiamente coltivata a risaie, grazie anche alla grande quantità d'acqua disponibile, sia per le risorgive che, soprattutto, per i canali artificiali, il più importante dei quali è sicuramente il Canale Cavour. Nell'area attorno alle grandi città, in particolare a Torino e Novara, il paesaggio tipico è quello dello sviluppo antropico seppure meno accentuato rispetto al resto della pianura padana, mentre nel resto della pianura il riso si avvicenda ad altri cereali e foraggi e le piantagioni di pioppi si intercalano ai campi.

### Idrografia

#### Fiumi
Il territorio piemontese è ricco di corsi d'acqua, tutti tributari del fiume Po, che attraversa interamente la regione da ovest a est. Da citare, oltre allo stesso Po, sono:
- Tanaro, il principale affluente di destra, lungo 276 km con i suoi sub-affluenti principali, la Bormida e la Stura di Demonte; confluisce nel Po a Rivarone;
- Maira, affluente di destra, lungo circa 111,1 km, percorre con il suo affluente Grana - Mellea le valli omonime, la pianura Cuneese e il Saviglianese, per gettarsi poi nel Po a Lombriasco;
- Varaita, primo affluente di destra, lungo 75 km, nasce nell'omonima valle presso Bellino, passa tra il Saluzzese e il Saviglianese e sfocia nel Po nel territorio comunale di Casalgrasso;
- Pellice, primo affluente di sinistra, lungo 60 km, col suo principale sub-affluente Chisone percorre le Valli del Pinerolese e sfocia presso il comune di Villafranca Piemonte;
- Sangone, affluente di sinistra, lungo 47 km, percorre l'omonima valle, sfociando tra Moncalieri e Torino;
- Dora Riparia, affluente di sinistra, lunga 125 km, percorre interamente la Val di Susa; confluisce nel Po a Torino;
- Stura di Lanzo, affluente di sinistra, lunga 65 km, coi suoi 3 rami percorre le Valli di Lanzo; confluisce nel Po nei pressi di Torino;
- Malone, affluente di sinistra, lungo 48 km, il cui corso separa il Canavese geografico dal ciriacese; confluisce nel Po tra Brandizzo e Chivasso;
- Orco, affluente di sinistra, lungo circa 100 km, origina dal Lago Rosset (nel Parco nazionale del Gran Paradiso), percorre la valle omonima e il Canavese da nord a sud, gettandosi nel Po nei pressi di Chivasso;
- Dora Baltea, affluente di sinistra, lunga 160 km, dopo aver attraversato interamente la Valle d'Aosta bagna Ivrea e attraversa la parte orientale del Canavese, gettandosi nel Po nei pressi di Crescentino;
- Sesia, affluente di sinistra, lunga 141 km, attraversa il vercellese ed è uno dei più importanti fiumi del Piemonte orientale; confluisce nel Po nei pressi di Candia Lomellina;
- Cervo, affluente di sinistra, lungo 65 km, dopo avere raccolto le acque dell'Elvo confluisce nel Sesia non lontano da Vercelli;
- Agogna, affluente di sinistra, lungo 140 km, nasce dal monte Mottarone e affluisce nel Po in Lombardia. Presso Novara il fiume dà origine alla ''Piana dell'Agogna'';
- Ticino, affluente di sinistra, lungo 248 km, è il secondo fiume italiano per portata d'acqua, immissario ed emissario del Lago Maggiore, scorre interamente in Piemonte (provincia di Novara) solo per pochi km e nel restante percorso segna il confine con la Lombardia;
- Toce, lungo 83 km, il più importante immissario del Lago Maggiore dopo il Ticino nel quale confluisce, scorre interamente nella provincia del Verbano-Cusio-Ossola;
- Belbo, affluente di destra, lungo 86 km, il maggiore corso d'acqua che attraversa le Langhe per poi confluire nel Tanaro;
- Scrivia, affluente di destra, lungo 88 km, scorre quasi completamente in Piemonte per poi confluire nel Po in Lombardia;
- Curone, affluente di destra, lungo 50 km, scorre in Piemonte e in Lombardia e confluisce nel Po presso Ghiaie di Corana.

#### Laghi

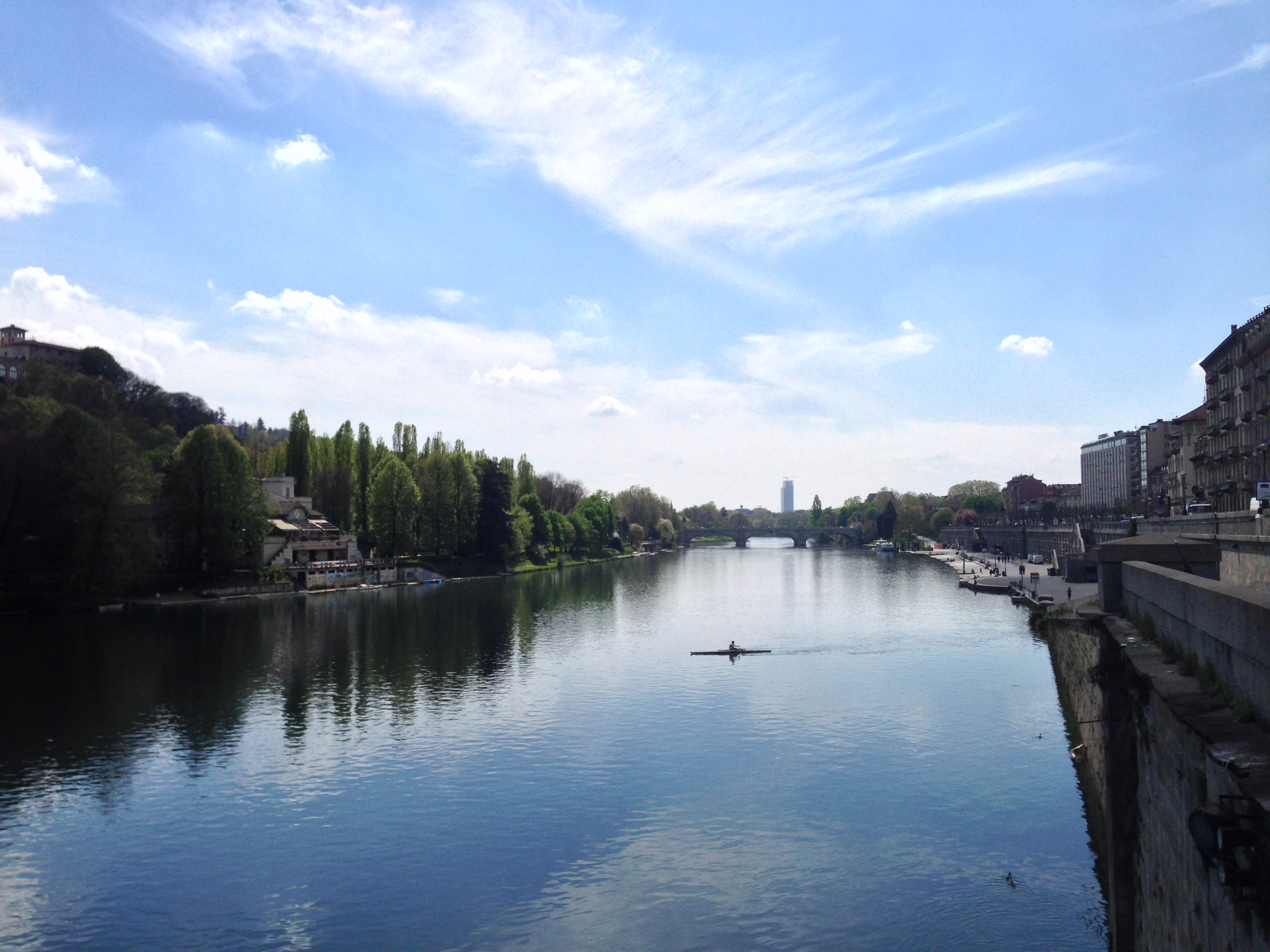
Il Po a Torino

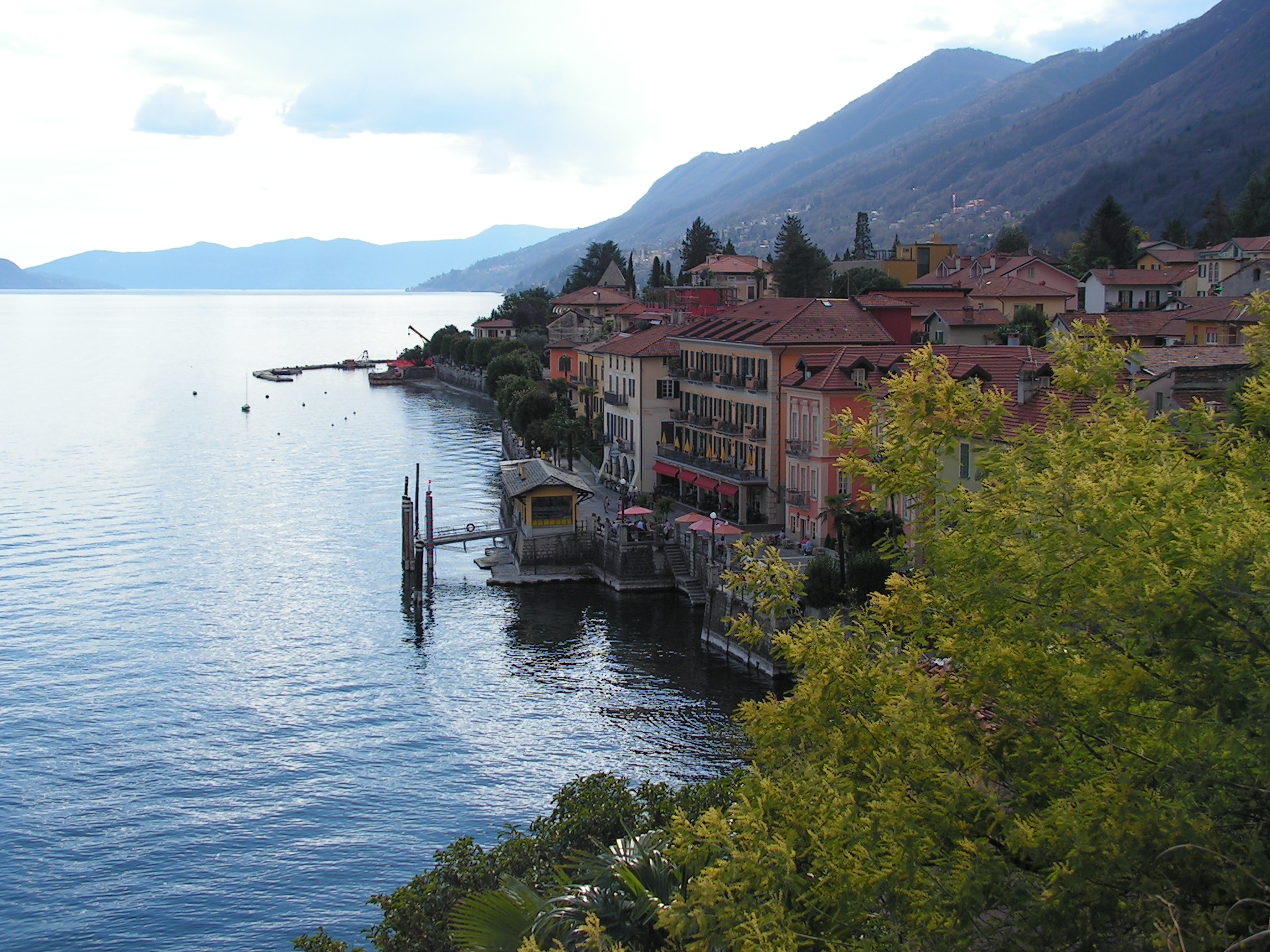
Cannero Riviera sul Lago Maggiore

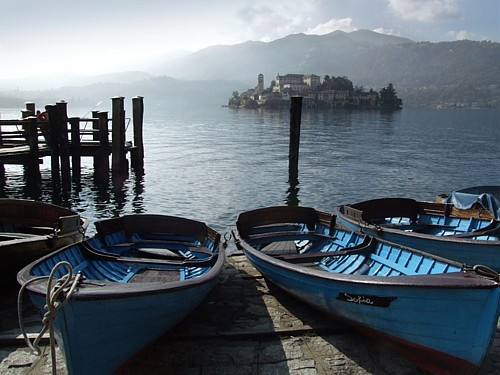
Orta San Giulio - Lago d'Orta

Numerosi sono i laghi alpini di origine glaciale e morenica presenti nella regione. Il lago Maggiore, che segna il confine a est con la Lombardia, insieme al suo emissario, dei laghi più grandi d'Italia, mentre altri, naturali o artificiali, non superano i 2 km².
Tra tutti i laghi presenti si ricordano in particolare:
- Lago Maggiore, il più vasto lago della regione, posto al confine con la Lombardia e la Svizzera, tra le province di Novara e del Verbano-Cusio-Ossola, ha una superficie di 212 km² ed una profondità massima di 372 m;
- Lago d'Orta, il secondo lago della regione per estensione, tra le province di Novara e del Verbano-Cusio-Ossola, ha una superficie di 18,2 km² ed una profondità massima di 143 m. La sua peculiarità è di avere al centro l'Isola di San Giulio;
- Lago di Viverone, il terzo lago per estensione, tra le province di Torino e di Biella, ha una superficie di 6 km² ed una profondità massima di 50 m.

Tra i laghi naturali di dimensioni decisamente più ridotte si citano il Lago di Mergozzo (1,85 km²), il Lago Sirio (0,3 km²), il Lago di Candia (1,52 km²) e i Laghi di Avigliana (0,9 e 0,61 km²).

### Clima
Il Piemonte ha un clima di tipo temperato umido con estate calda nelle zone di pianura che sulle Alpi diventa progressivamente temperato-umido con estate tiepida e freddo salendo in quota. Nelle zone situate a bassa quota gli inverni sono relativamente freddi ma poco piovosi e spesso soleggiati, con possibilità di nevicate, talvolta abbondanti, nelle zone lungo il Po, sulle zone collinari come le Langhe e il Monferrato e nelle aree pedemontane. Precipitazioni nevose sono invece meno frequenti e occasionali nelle zone di nord-est. Le estati invece sono calde ed afose con locali possibilità di forti temporali, specialmente nelle zone a nord del Po, mentre nelle zone a sud del Po le precipitazioni estive rappresentano il minimo pluviometrico assieme a quello invernale (le precipitazioni minori in estate sono dovute al fatto che sono meno esposte alle perturbazioni atlantiche, portatrici di piogge e temporali).
Le piogge cadono prevalentemente in primavera ed autunno sulla maggior parte del territorio, in estate nelle zone alpine più elevate ed interne: le quantità annue sono notevoli sui versanti montani e pedemontani del nord della regione, mentre sono più scarse sulle pianure a sud del Po, specialmente in provincia di Alessandria.

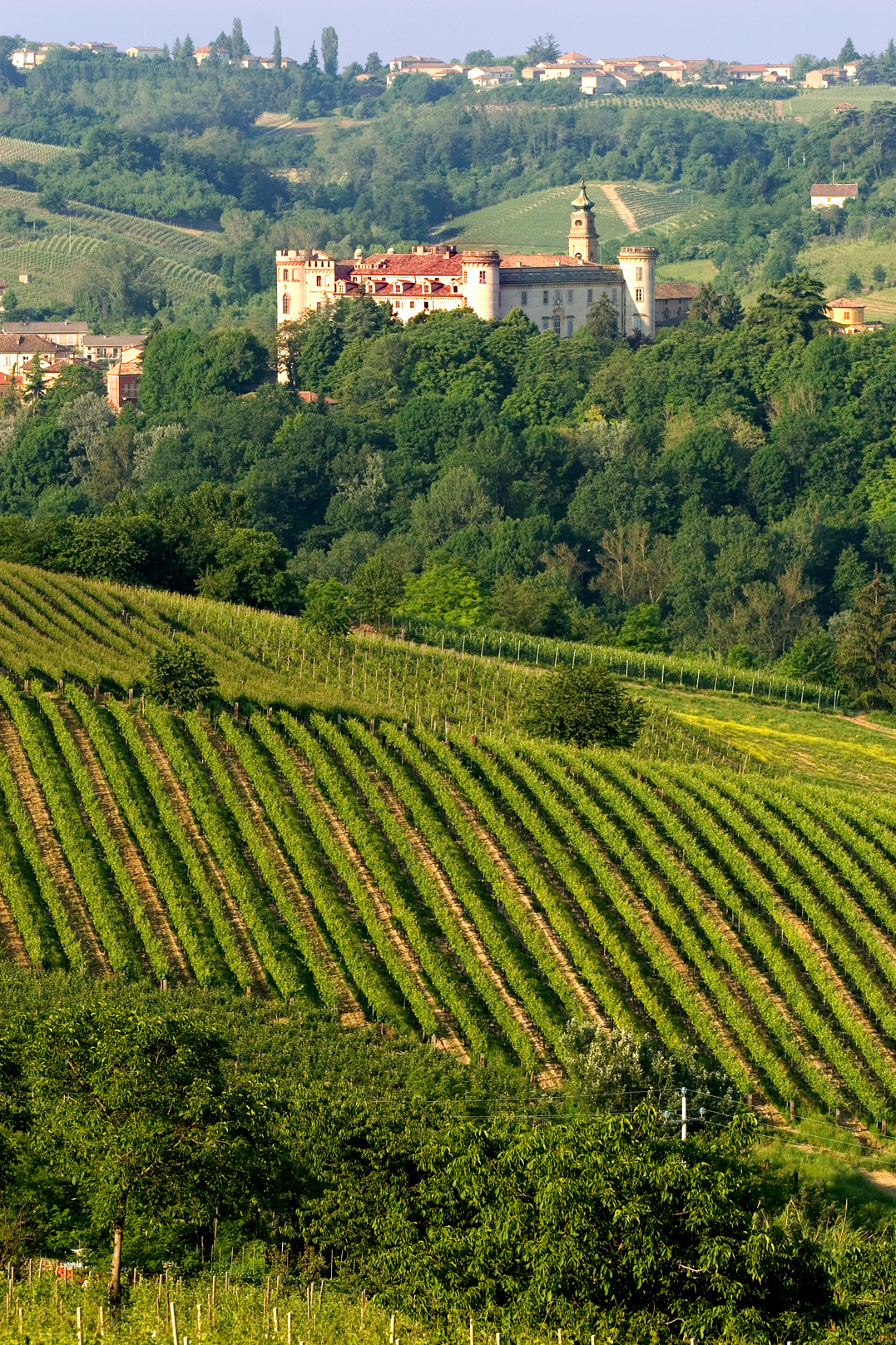
Colline del Monferrato - Costigliole d'Asti

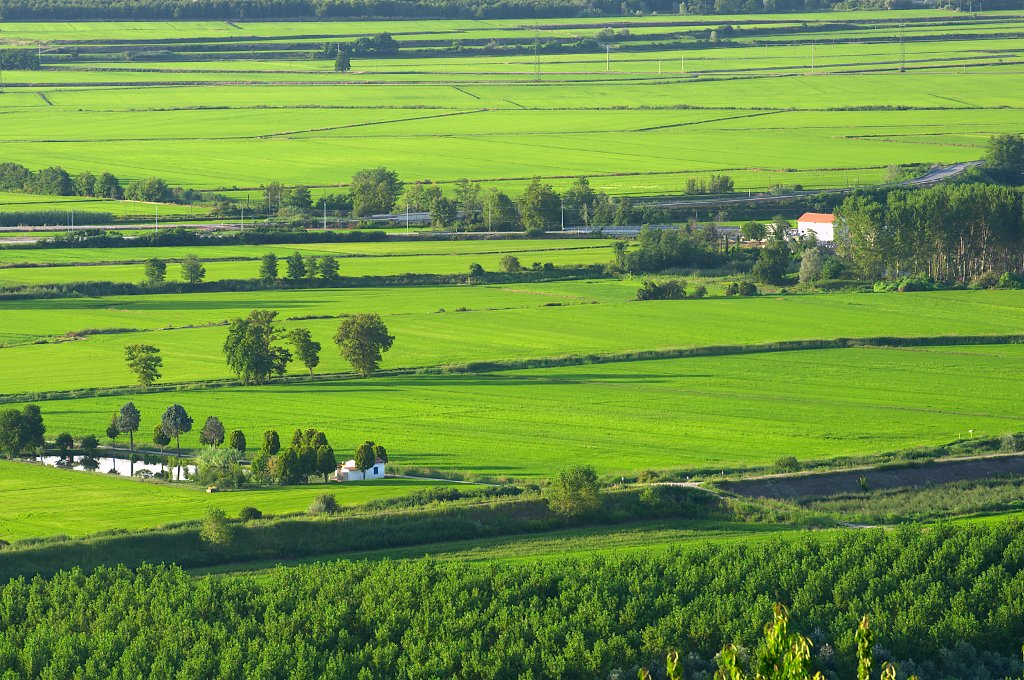
Tipica campagna risicola piemontese in un pomeriggio d'estate

Sulla piovosità ha molta influenza la direzione di provenienza delle masse d'aria. Se esse sono umide e provengono da sud, sud-est o est, la catena alpina sbarra loro la strada (si tratta del fenomeno detto stau): in tal caso le precipitazioni possono anche essere molto abbondanti, specialmente sui primi versanti montani, talvolta provocando alluvioni. Nel caso invece le correnti d'aria provengano da nord, nord-ovest oppure ovest, l'umidità si scarica sul versante occidentale delle Alpi e pertanto l'aria che raggiunge la regione è asciutta, potendo provocare l'assenza di precipitazioni anche per settimane. Inoltre, sulle zone montane e pedemontane, specialmente in provincia di Torino, diventano frequenti i fenomeni di favonio (vedi Ondata di caldo del gennaio 2007). La neve d'inverno è una meteora relativamente frequente, stante l'effetto catino delle Alpi e dell'Appennino, maggiore a sud-ovest, che rende difficile il ricambio d'aria e d'inverno favorisce l'accumulo di un cuscinetto di aria fredda al suolo.
Sulle rive del Lago Maggiore è presente un microclima particolare, con inverni più miti che nel resto della regione ed estati più fresche e temporalesche. Anche nelle valli e sulle colline esposte a sud si riscontrano climi più miti e soleggiati.

### Geologia

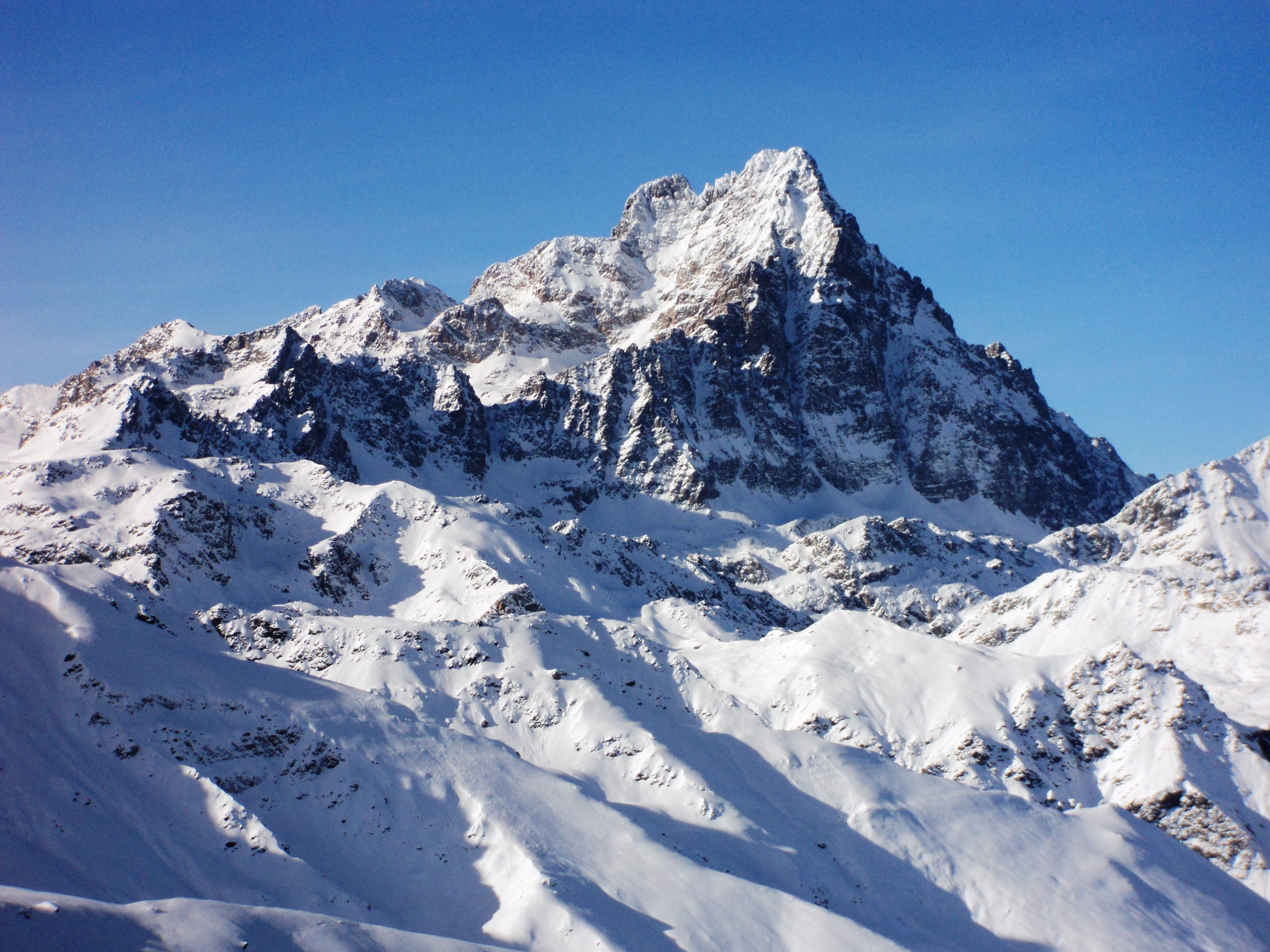
il Monviso, la montagna più alta delle Alpi Cozie

Dal punto di vista Geologico il Piemonte è una regione in cui sono presenti importanti catene montuose, estese aree collinari e un'ampia pianura.
Nel Triassico (256 milioni di anni fa), mentre ad occidente dell'Europa attuale si andava formando l'oceano Atlantico, alla latitudine dell'Italia era presente un grande golfo: era ciò che rimaneva dell'antico oceano, denominato Tetide: La Tetide nel tempo cominciò a prosciugarsi e la sua superficie cominciò ad inarcarsi e risalire a causa di un fenomeno di subduzione, la superficie si riscaldò anche a causa del calore prodotto dalla risalita del magma ed estese coltri rocciose che costituivano parte del mantello, della crosta oceanica e di quella continentale vennero spinte in superficie accavallandosi le une sulle altre.

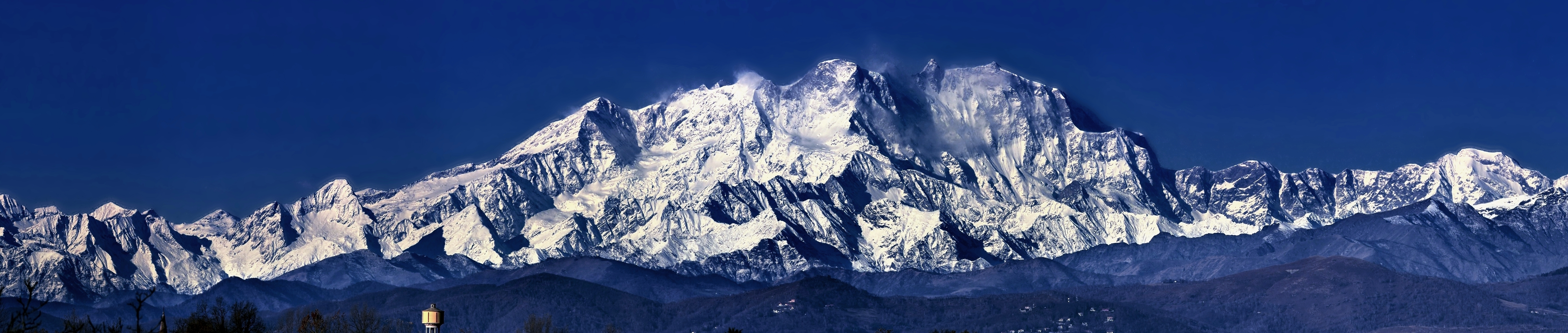
il Monte Rosa, il massiccio più esteso delle Alpi

20 milioni di anni fa la catena alpina era oramai costituita; nell'area mediterranea si produsse una nuova risalita di calore dal mantello terrestre che determinò l'inarcamento e la rottura della crosta europea dalla quale si distaccò il blocco sardo - corso. Questa micro-zolla fece perno sul golfo ligure eseguendo una rotazione antioraria di 50° e formando il mar ligure. Il mare ricopriva la Collina di Torino, le Langhe, il Roero, il Monferrato e la Pianura Padana. 

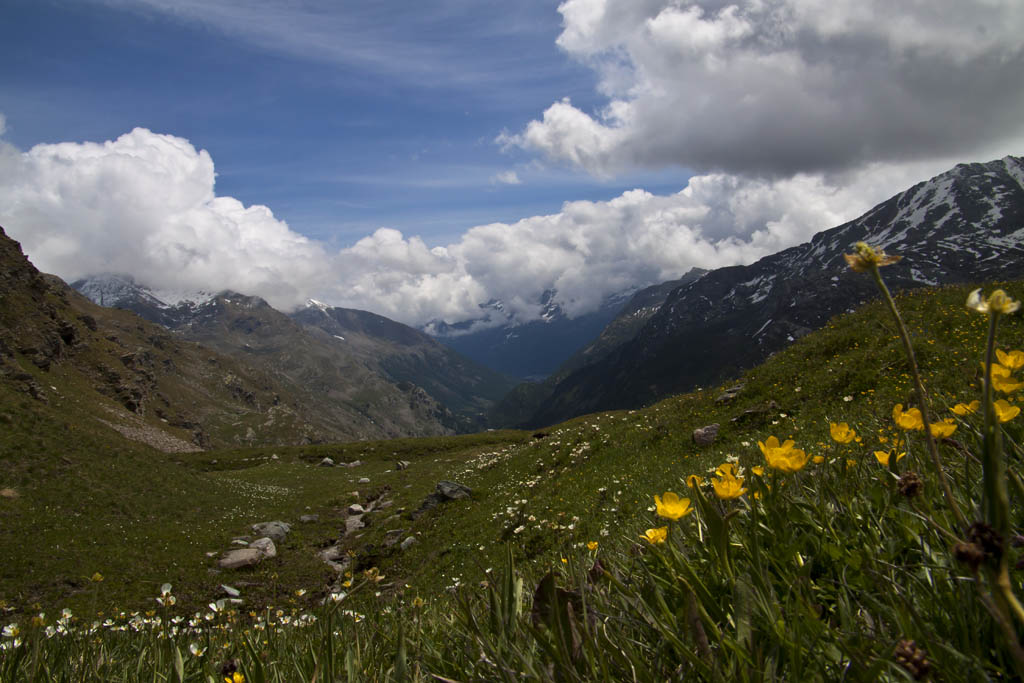
Scorcio di Ceresole Reale, parco nazionale del Gran Paradiso

L'aumento della temperatura delle acque trasformò il mar Mediterraneo in un basso lago salato con molte zone prosciugate, condizione che durò diverse centinaia di migliaia di anni e fece depositare sedimenti di tipo salino: le evaporiti. Successivamente il Mediterraneo ritornò in comunicazione con le acque oceaniche e l'acqua riprese a circolare, formando un golfo triangolare tra la catena alpina e quella appenninica; a seguito dei continui sollevamenti della catena alpina ed appenninica il mare si ritirò dal golfo e l'accumulo di sedimenti portati dai fiumi diede origine ad una pianura alluvionale che corrisponde all'attuale pianura Padana. I depositi marini di questo periodo sono visibili nell'attuale area astigiana del Piemonte, ma sono presenti anche nel Biellese ed allo sbocco della Valsesia e Valsessera a testimoniare che il mare arrivava fin quasi sotto alla catena alpina. Alcune isole emergevano dal mare che ricopriva il Piemonte, l'attuale Collina torinese e del Basso Monferrato. Dai resti fossili sappiamo che il clima di quel periodo era di tipo subtropicale, e quindi più caldo ed umido di quello attuale. I corsi d'acqua portavano i loro detriti formando delle foci a delta sui quali pascolavano branchi di rinoceronti, elefanti, cervi e cavalli. I corsi d'acqua con la loro forza erosiva asportarono i sedimenti del periodo precedente, spessi anche centinaia di metri, ricoprendo il bacino con depositi fluviali megaconoidi. Un milione di anni fa il clima subì un ulteriore cambiamento: aumentarono le piogge e le temperature si fecero più fredde. Questo portò alla nascita dei ghiacciai alpini. Le lingue glaciali correvano lungo le valli, approfondendole ed allargandole talvolta arrivando fino alla pianura. Il materiale dendritico che proveniva dai monti costruì imponenti anfiteatri morenici, ben evidenti allo sbocco delle valli della Dora Riparia e della Dora Baltea e nelle zone intorno ai Laghi Maggiore e d'Orta.

### Ambiente
Nella regione ci sono numerose aree protette, estese per più di 193.000 ettari, pari a circa il 10% della superficie regionale; tra queste troviamo due parchi nazionali, il Gran Paradiso e la Val Grande, 56 tra parchi e riserve regionali e numerose aree protette provinciali.
In base ai risultati scaturiti dalla XXI edizione di Ecosistema urbano di Legambiente (2014) e (2015), il Piemonte riesce a piazzare al primo posto della graduatoria virtuosa in campo ambientale e dell'ecosistema la città di Verbania. In buona posizione sono anche Novara (18º posto), Cuneo (13°), Asti (40º), Biella (17º). Più distanti Vercelli (64º), Alessandria (77º) e Torino (84º).

## Storia
Abitato fin dal paleolitico, dopo lo scioglimento dei ghiacci in alta val Padana, nel I millennio a.C. fu occupato da popolazioni celtiche e liguri, tra cui i Taurini e i Salassi, successivamente sottomesse dai Romani, che fondarono colonie come Eporedia (Ivrea) e Augusta Taurinorum (Torino). Nei primi anni successivi alla caduta dell'Impero romano d'Occidente il Piemonte passò sotto il controllo delle popolazioni germaniche: entrato prima nel dominio di Odoacre, fu poi conquistato dagli Ostrogoti. A metà del VI secolo l'Italia venne riconquistata dai romani, per poi cadere nelle mani dei Longobardi nel 568. Nel 774 Carlo Magno conquistò il regno longobardo, incluso il Piemonte. Nel IX e X secolo subì le nuove incursioni dei saraceni che distrussero, fra l'altro, l'Abbazia di Novalesa in Val di Susa. Rispetto a quando avvenne nel resto dell'Italia settentrionale, in Piemonte si svilupparono in modo preponderante le signorie territoriali, come quella dei conti di Castello, che nel 1291 vendettero Sempione e Gondo al vescovo di Sìon Boniface de Challant. Amministrativamente divisa in contee e marche, fu in parte unificata nell'XI secolo da Olderico Manfredi II, che ottenne le due importanti marche di Torino e Ivrea e le lasciò in eredità al genero Oddone di Savoia, figlio di Umberto I Biancamano. Il processo di unificazione del Piemonte sotto i Savoia richiese diversi secoli, dapprima per la formazione di comuni autonomi, come Asti, Alessandria e Savigliano (XII secolo), e forti marchesati, come quelli di Saluzzo (XI secolo) e del Monferrato (XII secolo); poi per l'intervento di potenti signori esterni, come i Visconti (XIV secolo); infine per il coinvolgimento della regione nelle lotte fra gli Asburgo e i Valois per l'egemonia in Italia e in Europa (XVI secolo). Solo dopo la pace di Cateau-Cambrésis (1559) Emanuele Filiberto e i suoi successori poterono avviare il processo di definitiva unificazione, ultimato nel 1748 con il trattato di Aquisgrana.

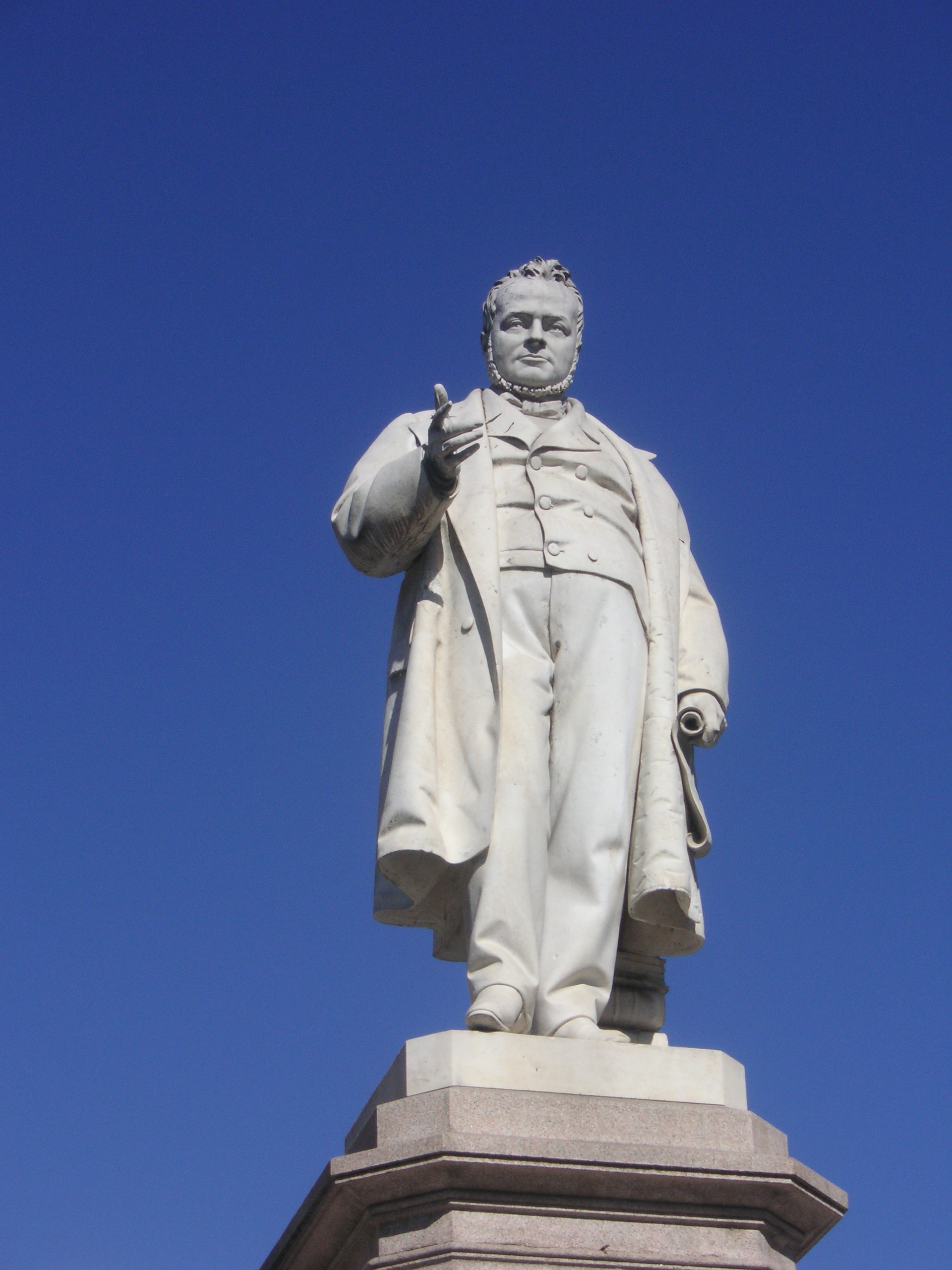
Statua di Camillo Benso, conte di Cavour, a Vercelli

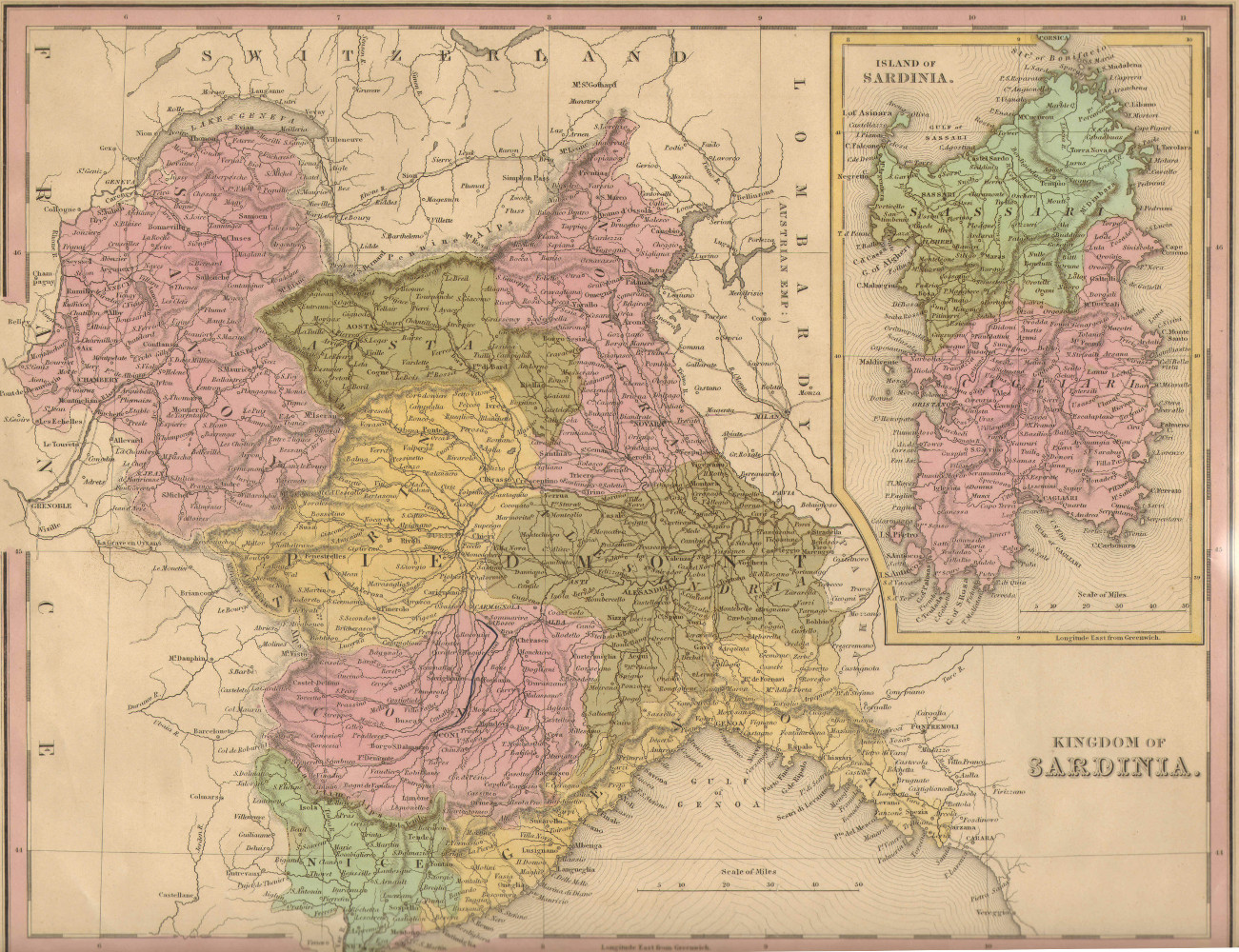
Carta del Regno di Sardegna del 1839

Dopo la parentesi della dominazione napoleonica (1798-1814), il Piemonte seguì i destini del Regno di Sardegna ed ebbe un ruolo centrale nel Risorgimento e nella costruzione del nuovo Stato unitario (1861), che ne derivò la struttura giuridica e politica (Statuto Albertino del 1848) e il personale amministrativo, in quel processo che fu definito di "piemontesizzazione" dello Stato. Nei momenti più critici o di transizione della storia nazionale, il Piemonte diede importanti contributi come "laboratorio" politico e sociale, con gli scioperi operai nelle guerre mondiali (nel 1917 e nel 1943), le esperienze torinesi di Antonio Gramsci e Piero Gobetti (anni venti), l'intensa partecipazione alla Resistenza (1943-1945), l'industrialismo innovativo di Adriano Olivetti (anni cinquanta), la stagione di lotte dell'autunno caldo (1969). Imponente fu l'industrializzazione della regione, che dalla struttura agraria tradizionale del regno sabaudo, fondata sull'egemonia dei ceti burocratici e militari e dell'aristocrazia fondiaria, seppe avviare, a partire dall'età cavouriana (1852-1861), un rapido processo di modernizzazione fino a diventare, all'inizio del Novecento, un'area rilevante del triangolo industriale che trainò il decollo economico italiano. Non mancarono, nel rapido sviluppo, gli squilibri soprattutto territoriali tra l'area del Torinese, sede principale dell'industrializzazione, e l'economia ancora prevalentemente rurale del resto della Patria Cita (così come l'autore torinese Armando Mottura definì il Piemonte nella celebre e omonima poesia del 1959). Il tessuto economico, in cui ebbe un posto preponderante la FIAT, attrasse negli anni cinquanta e sessanta un grande flusso migratorio dal Veneto a dal meridione, che provocò profonde trasformazioni sociali e culturali.

### Onorificenze

Gonfalone

## Società

### Evoluzione demografica
Il Piemonte ha registrato dagli anni settanta una perdita di popolazione dovuta ad un calo della natalità non più compensato, come negli anni cinquanta-sessanta, da immigrazioni dal resto d'Italia ed in particolare dal Sud e dal Veneto. Tuttavia negli ultimi anni si è registrata una ripresa demografica, dovuta soprattutto alla nuova immigrazione dall'Europa centro-orientale. Le densità di insediamento più elevate si registrano nelle aree urbane industrializzate dell'alta pianura, specialmente nella provincia di Torino (52% della popolazione regionale, con una densità doppia rispetto a quella media).

I comuni del Piemonte

Nel 2018 i nati sono stati 29 072, i morti 53 838, con un incremento naturale di −24 766 unità rispetto al 2017. Le famiglie contavano in media 2,1 componenti.
.Il 70,4% è cattolico, il 12,1% è agnostico, il 9,8% è ateo, il 7,7% appartiene ad altre religioni.

### Comuni principali
Di seguito sono riportati i primi dieci comuni piemontesi ordinati per numero di abitanti al 31 marzo 2025 (in grassetto i capoluoghi di provincia o città metropolitana):
| Posizione | Stemma | Comune di   | Popolazione (ab) | Superficie (km²) | Densità (ab/km²) | Altitudine (m s.l.m.) | Provincia o Città metropolitana |
| --------- | ------ | ----------- | ---------------- | ---------------- | ---------------- | --------------------- | ------------------------------- |
| 1º        |        | Torino      | 857.434          | 130,01           | 6481,16          | 239                   | TO                              |
| 2º        |        | Novara      | 102.793          | 103,05           | 986,89           | 162                   | NO                              |
| 3º        |        | Alessandria | 92.776           | 203,57           | 451,39           | 95                    | AL                              |
| 4º        |        | Asti        | 73.514           | 151,31           | 488,61           | 123                   | AT                              |
| 5º        |        | Cuneo       | 55.861           | 119,67           | 466,68           | 534                   | CN                              |
| 6º        |        | Moncalieri  | 55.495           | 47,53            | 1183,61          | 219                   | TO                              |
| 7º        |        | Collegno    | 47.682           | 18,10            | 2698,12          | 302                   | TO                              |
| 8º        |        | Rivoli      | 46.558           | 29,50            | 1593,18          | 390                   | TO                              |
| 9º        |        | Vercelli    | 46.044           | 79,78            | 575,02           | 130                   | VC                              |
| 10º       |        | Nichelino   | 45.735           | 20,56            | 2251,55          | 229                   | TO                              |

Altri comuni del Piemonte con più di 20 000 abitanti ordinati per popolazione:
| Posizione | Stemma | Comune di         | Popolazione (ab) | Superficie (km²) | Densità (ab/km²) | Altitudine (m s.l.m.) | Provincia o Città metropolitana |
| --------- | ------ | ----------------- | ---------------- | ---------------- | ---------------- | --------------------- | ------------------------------- |
| 11º       |        | Settimo Torinese  | 45 586           | 31,46            | 1476,12          | 207                   | TO                              |
| 12º       |        | Biella            | 43 180           | 46,69            | 935,17           | 420                   | BI                              |
| 13º       |        | Grugliasco        | 36 489           | 13,13            | 2 795,13         | 293                   | TO                              |
| 14º       |        | Chieri            | 35 866           | 54,20            | 662,58           | 283                   | TO                              |
| 15º       |        | Pinerolo          | 35 409           | 50,34            | 706,12           | 376                   | TO                              |
| 16°       |        | Casale Monferrato | 32 407           | 86,21            | 385,26           | 116                   | AL                              |
| 17º       |        | Venaria Reale     | 31 992           | 20,44            | 1 605,58         | 262                   | TO                              |
| 18º       |        | Alba              | 30 940           | 53,59            | 582,48           | 172                   | CN                              |
| 19º       |        | Verbania          | 29 892           | 37,49            | 802,99           | 197                   | VB                              |
| 20º       |        | Bra               | 29 756           | 59,53            | 494,98           | 290                   | CN                              |
| 21º       |        | Carmagnola        | 28 076           | 95,72            | 296,09           | 240                   | TO                              |
| 22º       |        | Novi Ligure       | 27 385           | 55,20            | 503,37           | 197                   | AL                              |
| 23º       |        | Tortona           | 26 605           | 98,87            | 274,02           | 122                   | AL                              |
| 24º       |        | Chivasso          | 26 026           | 51,24            | 519,28           | 183                   | TO                              |
| 25º       |        | Fossano           | 24 097           | 130,15           | 188,14           | 375                   | CN                              |
| 26º       |        | Orbassano         | 22 836           | 22,21            | 1 043,00         | 273                   | TO                              |
| 27º       |        | Ivrea             | 22 525           | 30,11            | 765,46           | 253                   | TO                              |
| 28º       |        | Mondovì           | 22 202           | 87,05            | 255,76           | 395                   | CN                              |
| 29º       |        | Savigliano        | 21 765           | 110,79           | 193,54           | 320                   | CN                              |
| 30º       |        | Borgomanero       | 21 227           | 32,27            | 657,86           | 307                   | NO                              |
| 31º       |        | Trecate           | 21 077           | 38,22            | 533,39           | 136                   | NO                              |

### Stranieri
Al 31 dicembre 2018 i cittadini stranieri regolarmente residenti nella regione erano 427 911, ossia 9,8% del totale, con un incremento di 4 405 unità rispetto all'anno precedente.
Le nazionalità più numerose (oltre 5 000 unità) sono:
| Paese              | Abitanti al 31.12.2018 | Abitanti al 31.12.2017 | Abitanti al 31.12.2016 |
| ------------------ | ---------------------- | ---------------------- | ---------------------- |
| Romania            | 147 916                | 148 428                | 148 136                |
| Marocco            | 54 151                 | 53 971                 | 54 964                 |
| Albania            | 40 919                 | 40 952                 | 41 578                 |
| Cina               | 20 091                 | 19 926                 | 19 562                 |
| Nigeria            | 12 638                 | 11 757                 | 10 079                 |
| Perù               | 11 759                 | 11 828                 | 12 013                 |
| Ucraina            | 10 435                 | 10 408                 | 10 386                 |
| Moldavia           | 8 984                  | 9 227                  | 9 689                  |
| Egitto             | 7 889                  | 7 515                  | 6 979                  |
| Senegal            | 7 626                  | 7 432                  | 7 001                  |
| Macedonia del Nord | 6 463                  | 6 626                  | 6 809                  |
| Filippine          | 6 309                  | 6 262                  | 6 168                  |
| India              | 5 301                  | 4 863                  | 4 826                  |
| Pakistan           | 5 084                  | 4 613                  | 4 132                  |

## Politica

### Stemma, gonfalone e bandiera

Lo stemma

Il tradizionale drapò (privo della frangia oro)

Lo Stemma della Regione Piemonte ha una forma quadrata, con una croce d'argento in campo rosso spezzata da lambello azzurro a tre gocce. Di fatto è stato ripreso l'antico stemma subalpino, risalente al 1424.
Il Gonfalone si presenta interzato in palo: nel primo di rosso, nel secondo di blu, nel terzo d'arancio, colori della Repubblica di Alba, proclamata il 25 aprile 1796, su tutto lo stemma del Piemonte.
Il Drapò (termine piemontese per "bandiera", corrispondente al francese drapeau e all'italiano drappo) è la bandiera ufficiale della Regione Piemonte. È simile allo Stemma, da cui si distingue per la forma rettangolare e per la presenza della frangia oro e della bordura azzurra.

### Suddivisione amministrativa
Dal 1º gennaio 1948, secondo l'art. 131 della Costituzione, il Piemonte è una regione italiana a statuto ordinario, ma solo con la legge statale 281 del 1970 sono state operativizzate le sue funzioni.
È suddiviso nei sottoelencati enti di area vasta (sette province e una città metropolitana):
| Stemma | Sigla | Provincia o città metropolitana    | Mappa | Comuni (numero) | Superficie (km²) | Popolazione (ab.) | Densità (ab./km²) | Sito istituzionale |
| ------ | ----- | ---------------------------------- | ----- | --------------- | ---------------- | ----------------- | ----------------- | ------------------ |
|        | AL    | Provincia di Alessandria           |       | 187             | 3 558,83         | 407 073           | 114,38            | Alessandria        |
|        | AT    | Provincia di Asti                  |       | 118             | 1 510,19         | 207 188           | 137,69            | Asti               |
|        | BI    | Provincia di Biella                |       | 74              | 913,28           | 168 101           | 185,66            | Biella             |
|        | CN    | Provincia di Cuneo                 |       | 247             | 6 894,94         | 581 727           | 84,23             | Cuneo              |
|        | NO    | Provincia di Novara                |       | 87              | 1 340,28         | 364 655           | 269,98            | Novara             |
|        | TO    | Città metropolitana di Torino      |       | 312             | 6 827,00         | 2 207 765         | 323,00            | Torino Metropoli   |
|        | VB    | Provincia del Verbano-Cusio-Ossola |       | 74              | 2 260,91         | 152 933           | 68,22             | VCO                |
|        | VC    | Provincia di Vercelli              |       | 82              | 2 081,64         | 165 871           | 79,63             | Vercelli           |

### Amministrazione

#### Il Consiglio regionale
Il Consiglio regionale è l'assemblea legislativa del Piemonte. Approva le leggi regionali e i regolamenti di competenza dell'organo. Ha il compito di adottare e modificare lo Statuto regionale, votare il bilancio della Regione e proporre iniziative di legge statale al Parlamento. Ha sede a Torino presso il Palazzo Lascaris di via Alfieri, tra piazza San Carlo e piazza Solferino.

#### La Giunta regionale

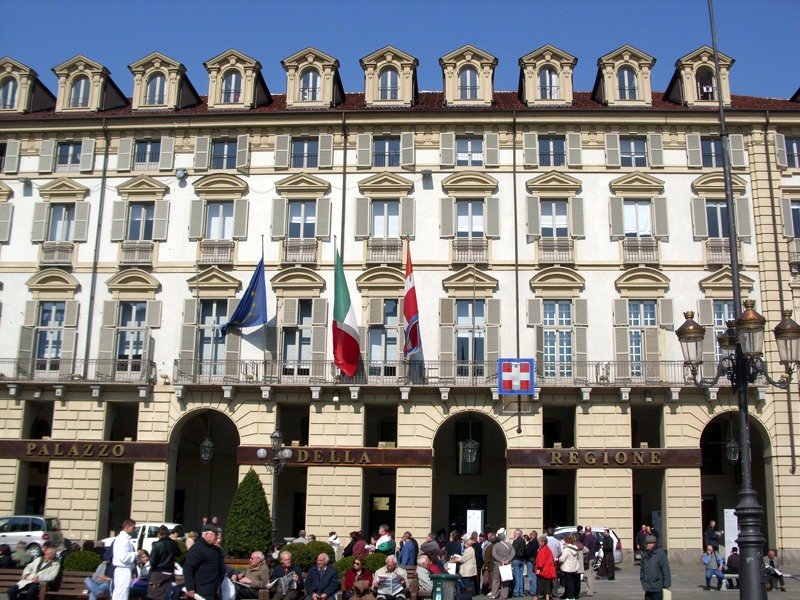
L'ex Palazzo della Regione Piemonte, in Piazza Castello a Torino

L'organo esecutivo della Regione è la Giunta regionale, composta dal Presidente e dagli assessori. Il Presidente della Giunta, ex art. 121 della Costituzione, rappresenta la Regione, dirige la politica della Giunta e ne è responsabile. L'attuale Presidente è l'esponente di Forza Italia Alberto Cirio.
La Giunta ha sede a Torino, nel quartiere di Nizza Millefonti, presso il Grattacielo della Regione Piemonte. In precedenza, fino al 2022, è stata ospitata nel Palazzo della Regione di piazza Castello, ceduto nel 2023 alla Corte dei conti.

## Economia

### Le attività
La maggior parte della popolazione vive in pianura, in particolare a Torino e nei comuni limitrofi, dove si concentra l'attività industriale. Le principali zone industriali del Piemonte si sono sviluppate intorno ai grandi centri urbani e si sono evolute o riconvertite nel corso dei decenni. Tra le più importanti si possono annoverare la zona di Torino e della sua area metropolitana, il Canavese per il settore metalmeccanico, il Biellese per il settore tessile, la zona intorno a Novara, la zona tra Alessandria, Tortona e Novi Ligure, che si sta sviluppando in ambito logistico e il polo orafo di Valenza.
Nelle province di Vercelli e Novara l'economia è basata sulla coltivazione del riso, di cui la regione è il primo produttore italiano. Altri prodotti dell'agricoltura praticata con tecniche macchinari moderni sono:
cereali, patate, ortaggi, frutta e foraggio.
Sulle colline sono diffusi i vigneti che producono numerosi vini a DOC e a DOCG.
Nelle zone meno fertili si allevano i bovini. L'abbondante presenza di acqua permette la produzione di energia elettrica.

### Dati economici
Di seguito la tabella che riporta il PIL e il PIL pro capite del Piemonte dal 2000 al 2010:
|                                              | 2000     | 2001      | 2002      | 2003      | 2004      | 2005      | 2006      | 2007     | 2008     | 2009     | 2010    |
| -------------------------------------------- | -------- | --------- | --------- | --------- | --------- | --------- | --------- | -------- | -------- | -------- | ------- |
| Prodotto Interno Lordo (milioni di Euro)     | 98 634,4 | 102 179,7 | 105 206,1 | 108 715,1 | 113 270,7 | 114 993,2 | 118 753,5 | 125 022  | 126 856  | 119 879  | 125 070 |
| PIL ai prezzi di mercato per abitante (Euro) | 23 360,9 | 24 233,9  | 24 916,8  | 25 575,2  | 26 340,8  | 26 520,6  | 27 316,6  | 28 209,6 | 28 619,1 | 26 894,8 | 28 600  |

Di seguito la tabella che riporta il PIL del Piemonte ai prezzi correnti di mercato nel 2006, espresso in milioni di euro e suddiviso tra le principali macro-attività economiche:
| Macro-attività economica                                                         | PIL prodotto (milioni di Euro) | % settore su PIL regionale | % settore su PIL italiano |
| -------------------------------------------------------------------------------- | ------------------------------ | -------------------------- | ------------------------- |
| Agricoltura, silvicoltura, pesca                                                 | 1 608,0                        | 1,35%                      | 1,84%                     |
| Industria in senso stretto                                                       | 25 921,7                       | 21,83%                     | 18,30%                    |
| Costruzioni                                                                      | 5 405,1                        | 4,55%                      | 5,41%                     |
| Commercio, riparazioni, alberghi e ristoranti, trasporti e comunicazioni         | 24 084,8                       | 20,28%                     | 20,54%                    |
| Intermediazione monetaria e finanziaria; attività immobiliari ed imprenditoriali | 29 735,6                       | 25,04%                     | 24,17%                    |
| Altre attività di servizi                                                        | 19 355,6                       | 16,30%                     | 18,97%                    |
| Iva, imposte indirette nette sui prodotti e imposte sulle importazioni           | 12 642,7                       | 10,65%                     | 10,76%                    |
| PIL Piemonte ai prezzi di mercato                                                | 118 753,57                     |                            |                           |

I prodotti agricoli coltivati sono cereali, patate, ortaggi, barbabietole da zucchero, frutta, pioppi e foraggio; nelle zone collinari è molto accentuata la viticoltura. L'allevamento è concentrato su bovini e suini.
La bilancia agroalimentare è positiva: nel 2018 le esportazioni sono ammontate a 5,96 miliardi di euro, a fronte di 4,21 miliardi di importazioni, anche se il Piemonte è risultato un importatore netto di prodotti agricoli (2,27 miliardi di importazoni contro 0,51 miliardi di importazioni), ma si è rifatto con le esportazioni di prodotti trasformati (1,94 miliardi di importazioni contro 5,45 miliardi di esportazioni).
Molto sviluppate sono anche le industrie, soprattutto quella automobilistica con il gruppo FIAT e le aziende collegate. Di rilievo sono anche i settori chimico, alimentare (la regione è la prima d'Italia per produzione di cioccolato), tessile e dell'abbigliamento. Tra le regioni italiane, il Piemonte è quella che più investe nell'industria elettronica, storicamente legata alla Olivetti di Ivrea. Nel settore terziario, assumono importanza le attività bancarie ed assicurative, il commercio, l'editoria e il turismo alpino e lacustre.

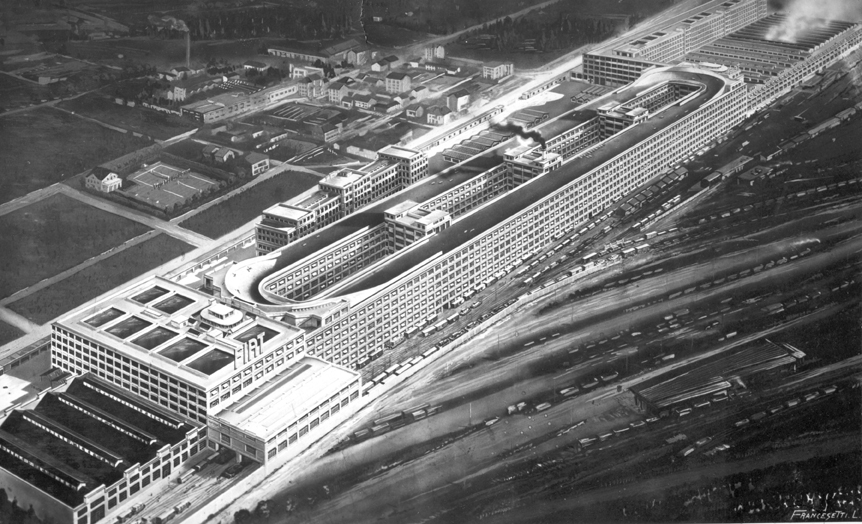
FIAT - Vista aerea del Lingotto nel 1928

In Piemonte più della metà della popolazione vive nella provincia di Torino, città che sorge alla confluenza nel Po della Dora Riparia. È stata proprio la disponibilità di acqua a favorire la nascita in passato delle prime industrie: infatti i mulini, le ferriere e le piccole officine artigiane funzionavano grazie all'acqua.
Lo sviluppo di Torino è stato molto rapido dal 1945 in poi grazie alla presenza della FIAT che, nata sul finire dell'Ottocento, ha compiuto i maggiori progressi durante gli anni cinquanta quando entrarono in commercio le prime utilitarie. Torino non è famosa solo per il settore automobilistico e le altre attività collegate all'automobile (stabilimenti di pneumatici, industrie chimiche di vernici e di materie plastiche) ma anche per l'industria alimentare (sono molto conosciuti i Gianduiotti).
La concentrazione di tante attività industriali ha determinato il verificarsi di una notevole congestione urbana, considerato anche il fatto che le colline arrivano fino ai margini della città e le aziende sono quindi concentrate in uno spazio ristretto.

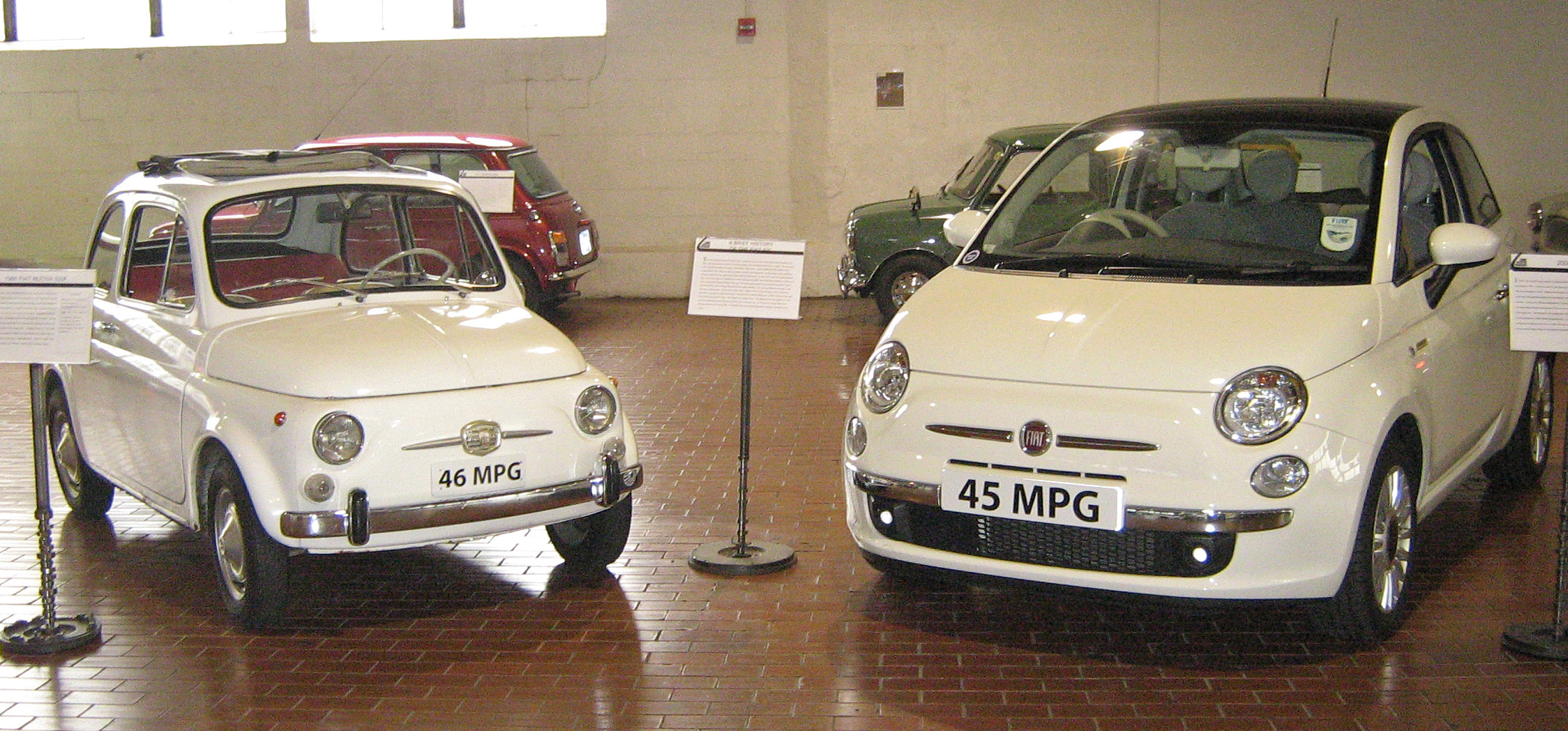
La Fiat 500 nella versione del 1957 e del 2007

A partire dal 1974 (anno in cui Torino toccò l'apice della sua ascesa demografica con 1 203 000 abitanti) l'area torinese è andata via via decongestionandosi anche grazie al decentramento industriale. La decongestione del comune di Torino, ha favorito i comuni dell'area urbana, la cui popolazione raggiunge oggi 2 milioni di abitanti circa.
Da allora, però, l'intero Piemonte è andato incontro ad una crisi economica, in parte contenuta grazie al rilancio ottenuto dai XX Giochi olimpici invernali, che hanno dato a Torino uno slancio internazionale ed hanno aumentato i flussi turistici in città. L'immagine di Torino in Italia e nel mondo, in precedenza legata allo sviluppo industriale e in particolare al settore automotive, è ora maggiormente connotata dal settore terziario con investimenti anche per cultura e turismo.
Negli ultimi anni sono stati in crescita il livello di internazionalizzazione dell'economia e della società piemontese. Il Piemonte ha indici superiori alla media italiana per quanto riguarda il commercio internazionale, l'attrattività degli IDE, il numero di impiegati stranieri, la popolazione straniera e la formazione su tematiche internazionali; solo il turismo internazionale si colloca per ora poco sotto la media italiana, mentre appare in forte crescita il numero di studenti stranieri negli atenei piemontesi. Dal 2007 la Regione Piemonte, in accordo con Unioncamere Piemonte e con le rappresentanze delle categorie economiche, ha unificato gli organismi che si occupano di internazionalizzazione dell'economia piemontese nel Centro estero per l'internazionalizzazione.
Il tasso di disoccupazione nel Piemonte era del 5% nel 2008, basso ma uno tra i più alti dell'Italia Settentrionale, causa della crisi della grande industria che ha colpito in precedenza la regione.

### Zone economiche

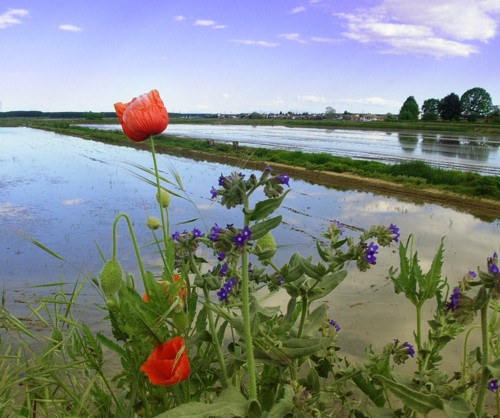
Risaie tra Novara e Vercelli

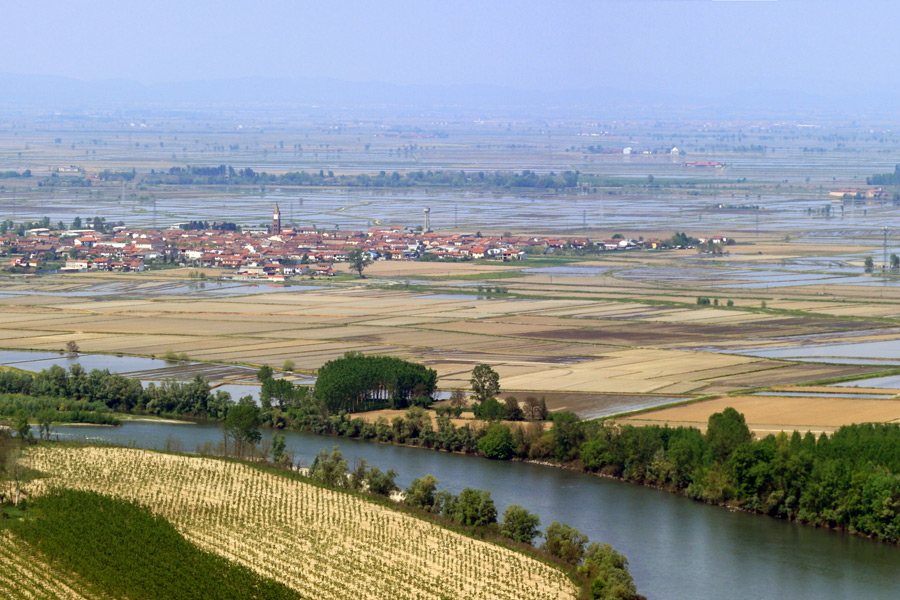
Panorama sul Po e le risaie vercellesi dal Monferrato

L'economia a nord del Po è più prospera di quella del Piemonte meridionale: Biella è un importante centro italiano dell'industria laniera; Ivrea, con l'Olivetti, è stata una città importantissima per il settore tecnologico con la produzione di macchine da scrivere prima e personal computer in seguito; Vercelli è sede del mercato europeo del riso insieme a Novara, città che con le sue industrie alimentari, tessili, meccaniche e grafiche risente molto della vicinanza di Milano, da cui in effetti dista meno di 50 chilometri.
Il riso piemontese, introdotto nel XV secolo, in particolare, ha in questa regione la maggiore estensione in Italia con ben il 50% della superficie nazionale dedicata alla sua coltivazione. Le esatte estensioni favorite geomorfologicamente dalla pianura sono così  suddivise: circa 70 mila ettari in Provincia di Vercelli, oltre 30 mila in provincia di Novara, 8 mila in provincia di Alessandria, 4 mila in provincia di Biella ed alcune piccole coltivazioni nelle province di Cuneo e di Torino.
Il Piemonte ha l’unica DOP italiana del riso, il "Riso di Baraggia Biellese e Vercellese". In Baraggia è nato uno dei più famosi risi italiani da risotto, il riso "Arborio", a questa situazione aggiungono tutte quelle comprese e garantite nella DOP: il "Carnaroli", "Baldo", "Sant'Andrea", "Balilla", "Gladio", "Roma".
Altre città importanti sono Chivasso, situata fra le colline di Torino e quelle del Monferrato, che viene considerata la "pompa" delle risaie di Vercelli, di Novara e della Lomellina poiché un impianto devia continuamente acqua dal Po nel canale Cavour; Stresa, celebre centro turistico sulla riva piemontese del Lago Maggiore; Pinerolo, città della cavalleria e sede della prima Società di Mutuo Soccorso d'Italia.
Nel Piemonte meridionale troviamo Cuneo, sul fiume Stura, che si trova al centro di importanti valli alpine; Asti, sul fiume Tanaro, è favorita dalla sua posizione poiché si trova sulla strada che collega Genova a Torino. La città è conosciuta in tutto il mondo per la produzione di rinomati vini (quali, ad esempio, il vino DOCG Asti spumante, conosciuto in tutto il mondo, essendo il vino italiano più esportato o al Moscato d'Asti) e per essere al centro della regione geografica del Monferrato, per l'appunto uno dei più importanti distretti vitivinicoli ed enogastronomici del mondo.
Mentre la parte occidentale della provincia di Cuneo ha un'economia che gravita molto attorno alla vicina Francia, la parte sud-orientale della stessa provincia ha strette relazioni economiche con l'area ligure, dove esporta soprattutto prodotti zootecnici, e con quella savonese in particolare, avendo la stessa la forte attrattiva del porto turistico e mercantile.
A 27 km da Asti, sorge per gran parte sulla riva destra del fiume Tanaro, la città di Alba, sita al centro delle Langhe, rinomata per i suoi tartufi ma anche per l'industria alberghiera e per essere un importante centro enogastronomico piemontese. Alba si distingue inoltre per essere la sede dell'importante industria dolciaria Ferrero, conosciuta in tutto il mondo per i suoi prodotti dolciari, in particolare la Nutella.
Mentre Asti sente molto l'attrazione di Torino, considerata la modesta distanza che la separa dal capoluogo regionale, Alessandria invece gravita maggiormente verso l'area genovese e milanese; anche qui prevale il commercio agricolo ma vi sono inoltre numerose industrie, alcune delle quali molto caratteristiche come quelle di profumi e di cappelli. Negli ultimi anni, Alessandria e provincia stanno avendo un notevole sviluppo in ambito logistico, favorito dalla posizione geografica in mezzo alle tre più grandi città del Nord: Torino, Milano e Genova.
Un altro capitolo importante per l'economia piemontese è il cioccolato. Nella regione sono prodotte 80 000 tonnellate per un valore di 800 milioni di euro impiegando 5 000 addetti. Le aree più significative per la produzione di cioccolato sono quella di Novi Ligure dove hanno sede la Novi e la Pernigotti e quella cuneese dove si trovano la già citata Ferrero e Venchi.
Le centrali idroelettriche sono presenti nei pressi di Saluzzo, Borgo San Dalmazzo, Susa e Cuorgnè. L'energia termoelettrica viene invece prodotta vicino a Moncalieri, Orbassano, Alessandria, Trino e Chivasso. A Trecate, nel Novarese, si estrae petrolio e gas naturale: nel comune sono presenti raffinerie e impianti petrolchimici.
L'industria siderurgica e metallurgica prevale a Novi Ligure, Fossano e Torino, quella meccanica a Villadossola, Omegna, Gozzano, Biella, Ivrea, Novara, Verrone, Vercelli, Casale Monferrato, Chivasso, Torino, Pinerolo, Asti, Savigliano, Fossano, Mondovì, Cuneo e nei pressi del Rocciamelone.

## Infrastrutture e trasporti
Il sistema infrastrutturale dei trasporti del Piemonte consiste in linee ferroviarie, aeroportuali, autostradali, stradali e lacustri.

## Cultura

### Lingue e dialetti
Piemontese
     occitano
     Francoprovenzale
     Lombardo
     Ligure
     Emiliano
     Walser

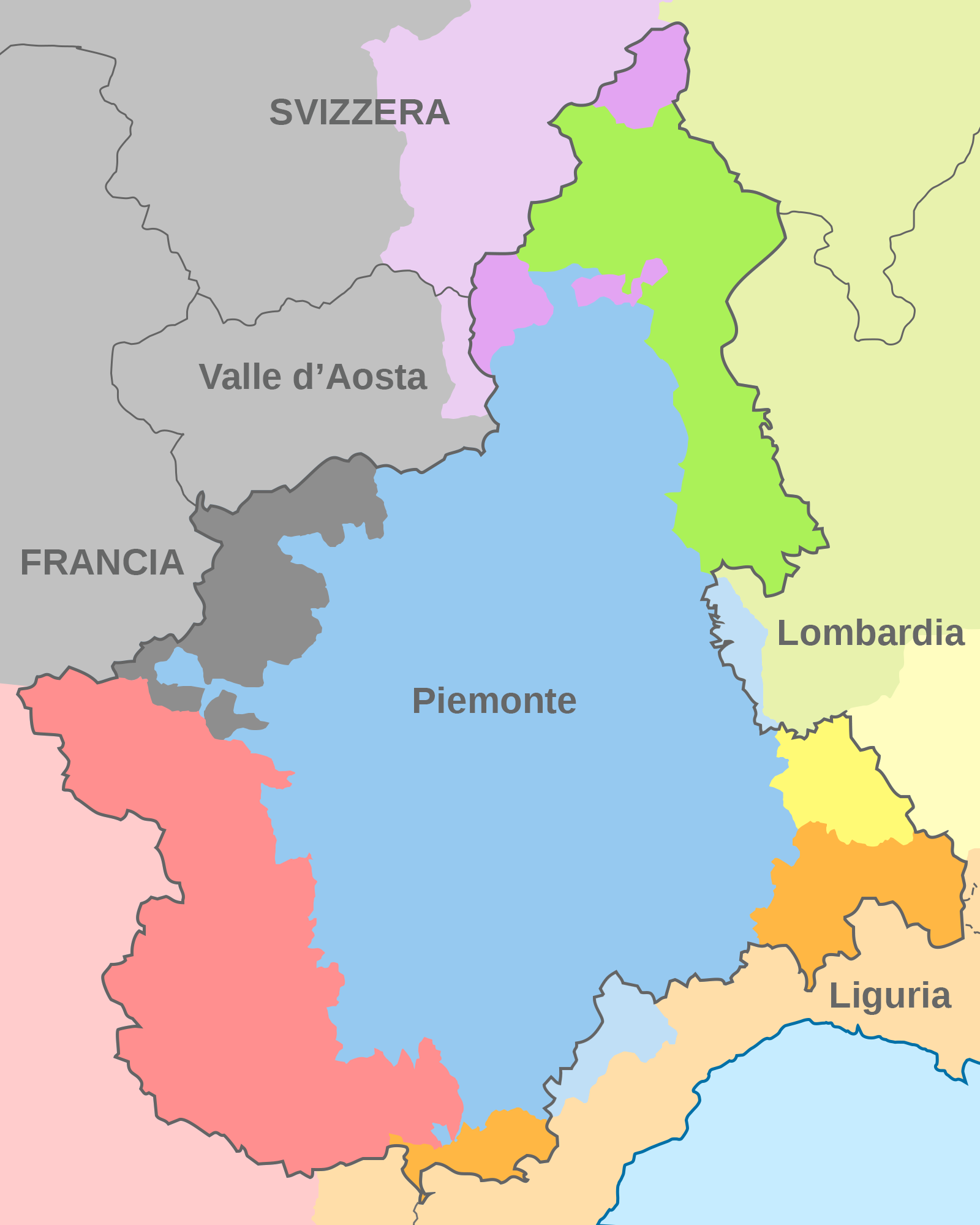
Carta linguistica approssimativa del Piemonte:
Piemontese
occitano
Francoprovenzale
Lombardo
Ligure
Emiliano
Walser

Il Piemonte vanta una ricchezza linguistica invidiabile ma spesso non conosciuta. A parte l'italiano, che è la lingua ufficiale oltre che la più diffusa tra la popolazione dalla seconda metà del Novecento, nel territorio sono riconosciute dalla regione con la legge regionale del 9 aprile 1990 ben cinque lingue storiche del Piemonte: il piemontese, costituito da una varietà occidentale e una orientale molto simili tra loro, l'occitano parlato nelle vallate occitane di Cuneo, Val Pellice, Val Chisone e Germanasca e Alta Val Susa, il francoprovenzale parlato a Coazze, intorno alla città di Susa, nelle valli di Lanzo, nella valle del Piantonetto, nell'alta valle Orco e in tutta la valle Soana; il francese, che non è una lingua autoctona, ma ha un valore storico presso la comunità valdese, e in ultimo il walser, che resiste nei comuni di Macugnaga, Rimella, Alagna Valsesia e Formazza, ed era la lingua germanica dei coloni alemanni provenienti dal Canton Vallese.
Secondo i linguisti mancano all'appello delle lingue riconosciute dalla Regione Piemonte altre due lingue: il ligure parlato nell'estremo sud-est del Piemonte, in Val Borbera e nei dintorni di Novi Ligure e Ovada, oltre che il ligure alpino dell'Alta Val-Tanaro (da Pievetta di Priola compresa) e di Briga Alta, e il lombardo occidentale in transizione col piemontese orientale al cui tipo linguistico appartengono quasi tutte le varietà gallo-italiche della Provincia di Novara e del Verbano-Cusio-Ossola.
Il tortonese è un dialetto di transizione che a partire dalla classificazione di Bernardino Biondelli di metà dell'Ottocento viene assegnato all'emiliano, di cui costituirebbe l'estremità più occidentale; se da un lato le classificazioni standard vedono il continuum dialettale emiliano estendersi in parte dell'Alessandrino fino al fiume Scrivia, in anni più recenti è stata oggetto di dibattito la posizione di questo dialetto rispetto al lombardo, con il quale condivide pure molti tratti (in ogni caso non è considerato parte della lingua piemontese, nonostante la sua collocazione nel Piemonte amministrativo).
Queste lingue, dopo anni di scarso interesse (se non di ostacolamento) proveniente dal mondo politico e culturale (a cui ha corrisposto un simmetrico ed ulteriore rafforzamento dell'italiano), sono dagli anni novanta destinatarie di alcuni progetti di valorizzazione su iniziativa di enti pubblici, associazioni e gruppi folcloristici.
Occitano, francoprovenzale, francese e walser sono riconosciute come minoranze linguistiche e tutelate dalla legge statale n. 482/1999.
Il piemontese, così come il ligure, il lombardo e l'emiliano, è stato arbitrariamente escluso da ogni forma di tutela da parte della legge 482/99. Tale legge, escludendo dette lingue dalle misure di protezione e servendosi delle autodichiarazioni delle giunte comunali per identificare le minoranze linguistiche, ha fatto sì che molti comuni piemontofoni delle basse valli cuneesi e pinerolesi si siano dichiarati occitani senza esserlo (nessuna prova precedente alla legge del 1999). Analogamente alcuni comuni della Valsusa, della Val Sangone, del Canavese e perfino il comune di pianura di Castagnole Piemonte si sono dichiarati parte delle Valli arpitane piemontesi, di lingua franco-provenzale, e un caso analogo vale per molti comuni dichiaratisi walser nelle province di Vercelli e VCO. Numerosi linguisti hanno sollevato il caso, tra tutti Tullio Telmon, Fiorenzo Toso e Riccardo Regis. Fiorenzo Toso in particolare ha sottolineato che se non ci fossero state esclusioni clamorose dalle misure di tutela, e se fosse stato scelto un procedimento diverso per l'individuazione delle minoranze, basato sui numerosi studi compiuti già prima della legge, non si sarebbe creata tale controversia.
A causa dell'insediamento di coloni piemontesi in epoca medievale, è stato determinante il ruolo della lingua piemontese nella nascita dei dialetti gallo-italici di Basilicata (ancora oggi parlati a Potenza, Picerno, Tito, Vaglio e in altri comuni della valle del Noce), e dei dialetti gallo-italici della Sicilia (parlati ad Aidone, Piazza Armerina, Nicosia, San Fratello e altri piccoli centri della Sicilia centro-orientale).

### Schema della varietà linguistica
Le lingue e le varietà dialettali parlate in Piemonte appartengono a tre diversi gruppi della famiglia romanza. Il walser è un idioma appartenente al gruppo germanico.
- Gruppo gallo-italico
  - Lingua piemontese
    - piemontese occidentale (che ha la caratteristica di essere un'area molto compatta dal punto di vista grammaticale e lessicale)
      - dialetto valsusino (parlato a Cumiana e in Valsusa fino al capoluogo della valle, è zona influenzata dal patois o ex-patoisant, l'articolo "ël" in valsusino è "o")
      - dialetto torinese/cuneese (centro della koinè e base del piemontese letterario, è molto uniforme, ma in diverse località si sono conservate forme arcaiche (frazioni del Comune di Cuneo, area cuneese pre-alpina, zona del saluzzese)

    - piemontese orientale (non è separabile dal piemontese occidentale, con il quale è coerente negli aspetti più importanti, ma è una zona più disordinata, ove si disperdono molti dei francesismi occidentali e si presentano in modo incostante alcuni elementi fonetici, lessicali e morfologici lombardi, emiliani, e in Val Bormida liguri)
      - dialetto basso-langhetto/roerino (che ha per centri Alba e Bra, è in tutto analogo al torinese/cuneese, ma presenta il rotacismo della L in Ř)
      - dialetto alto-langhetto (sempre analogo al cuneese/torinese, ma oltre al rotacismo del basso-langhetto presenta anche la variazione della A [:a] in Ä [:ɑ])
      - dialetto basso monferrino (raccoglie i dialetti di Trino, Casale Monferrato e Valenza, che sono i soli dialetti piemontesi con l'infinito della I coniugazione in -à)
      - dialetto astigiano (è come il basso monferrino, ma presenta la negazione pa e altre cose ancora occidentali; da molto tempo ha perso i suoi rotacismi della L)
      - dialetto alto monferrino (è il dialetto parlato nella Val Bormida, in tutte le sue ramificazioni; nella parte compresa in provincia di Savona presenta tratti liguri)
      - dialetto monregalese (affine all'alto langhetto, nella sua sotto-variante urbana ha perso alcuni caratteri orientali, uniformandosi al cuneese/torinese)
      - dialetto alessandrino (dialetto urbano, ha presa su pochi comuni intorno ad Alessandria, foneticamente affine al piacentino, ma tipologicamente monferrino)
      - dialetto biellese (conta dei tratti peculiari, per esempio le consonanti lombarde "sc" e "sg" e arcaiche metafonie, ma mantiene un contatto forte con la koinè)
      - dialetto vercellese (presenta di più alcuni elementi lombardi e di meno alcuni elementi torinesi che invece raggiungono Biella, ma non è diverso dal biellese)
      - dialetto valsesiano (differente dal vercellese e dal biellese, presenta caratteristiche lombarde come l'uso del "ghe" e della negazione "mia" o "not").
      - dialetto novarese occidentale (ultimo dialetto riconducibile, almeno per interezza, alla lingua piemontese. Anch'esso possiede l'uso del "ghe" e della negazione "mia". È molto simile al valsesiano.

    - canavesano (molto arcaico, ha il duplice carattere di regredire in favore del torinese e di aderire lessicalmente ad esso, ma di divergere improvvisamente nella grammatica)

  - Lingua lombarda (nella variante occidentale)
    - dialetto ossolano, verbanese e cusiano (affine al ticinese in Val Vigezzo e Val d'Ossola, affine al Varesotto sulle sponde del Verbano).
    - novarese (influenzato dal piemontese soprattutto su alcuni particolari lessicali (es. i giorni della settimana), il dialetto urbano è molto vicino al milanese, mentre nelle campagne circostanti si ritrovano tutti i caratteri della transizione tra piemontese orientale e lombardo occidentale: per esempio, nell'alto novarese, una delle caratteristiche piemontesi è la vocalizzazione della "L" in "U", es. "falso" diventa "fàuss", "caldo" diventa "càud").
    - Un dialetto molto divergente compare a Borgomanero e ricompare, staccato geograficamente, sulla riva del Ticino presso Galliate. Un crogiolo di elementi lombardi e piemontesi si ritrovano in mezzo a una serie di caratteristiche fonetiche e sintattiche incompatibili con entrambe le lingue. Alcuni legami fonetici tra questo dialetto non codificato si possono ritrovare nel dialetto bustocco, che tuttavia non è direttamente adiacente dal punto di vista geografico.

  - Lingua emiliana
    - dialetto tortonese (risulta far parte dell'area linguistica emiliana[50][54][55][61][62][63] di tipo pavese-piacentina, con una forte influenza lombarda, elementi di transizione con il piemontese e minori influenze liguri).

  - Lingua ligure
    - dialetto ovadese e novese (nella variante dell'Oltregiogo)
    - dialetti liguri alpini e dialetto brigasco
- Gruppo franco-provenzale
  - Lingua francoprovenzale
    - dialetto francoprovenzale canavesano
- Gruppo occitano
  - Lingua occitana
    - Dialetto vivaro-alpino
- Gruppo germanico
  - Alto alemanno parlato dai Walser (presenti anche in Valle d'Aosta)

Determinante è stato il ruolo delle lingue piemontesi nella formazione in epoca medievale dei cosiddetti dialetti gallo-italici di Basilicata (Potenza, Picerno, Tito, ecc.), e dei cosiddetti dialetti gallo-italici (o altoitaliani) della Sicilia (Aidone, Piazza Armerina, Nicosia, San Fratello ecc.).

### Cucina
Il ministero delle Politiche agricole e alimentari, in collaborazione con la regione Piemonte, ha riconosciuto 342 prodotti piemontesi come "tradizionali" nella sua Ventesima revisione dell'elenco dei prodotti agroalimentari tradizionali. Il Piemonte è sesta regione d'Italia per numero di prodotti dietro a Campania, Toscana, Lazio, Emilia-Romagna e Veneto.
Inoltre è terra di numerose specialità culinarie per le quali si può effettivamente parlare di cucina piemontese.

### Vini tipici
Barolo, Barbaresco, Barbera, Asti spumante, Grignolino, Dolcetto, Erbaluce di Caluso, Gattinara sono tra i più noti, ormai presenti nelle maggiori aste internazionali. Nella regione si contano 45 marchi DOC e 9 DOCG. Accanto a questa produzione di fama mondiale, la Regione presenta inoltre una quantità di vitigni particolari legati alle specificità geoclimatiche del territorio come, a solo titolo di esempio i vini di montagna prodotti nell'Eporediese e in Val di Susa. Molto diffusa è anche la coltivazione del Nebbiolo, soprattutto nella parte orientale della regione. Dal 1974, nel Roero, nelle cantine dei Poderi Gagliardo si produce il Fallegro, un bianco ricavato dall'uva favorita.
Proprio in Piemonte venne fondata nel 1891 la Cantina sociale cooperativa intercomunale di Oleggio, la prima cantina sociale in Italia.
Nel 2024, inoltre, alcune città piemontesi note per la produzione vinicola (Acqui Terme, Ovada, Casale Monferrato, Ghemme e Gattinara) sono state insignite del titolo di "Capitale Europea del Vino".

## Turismo

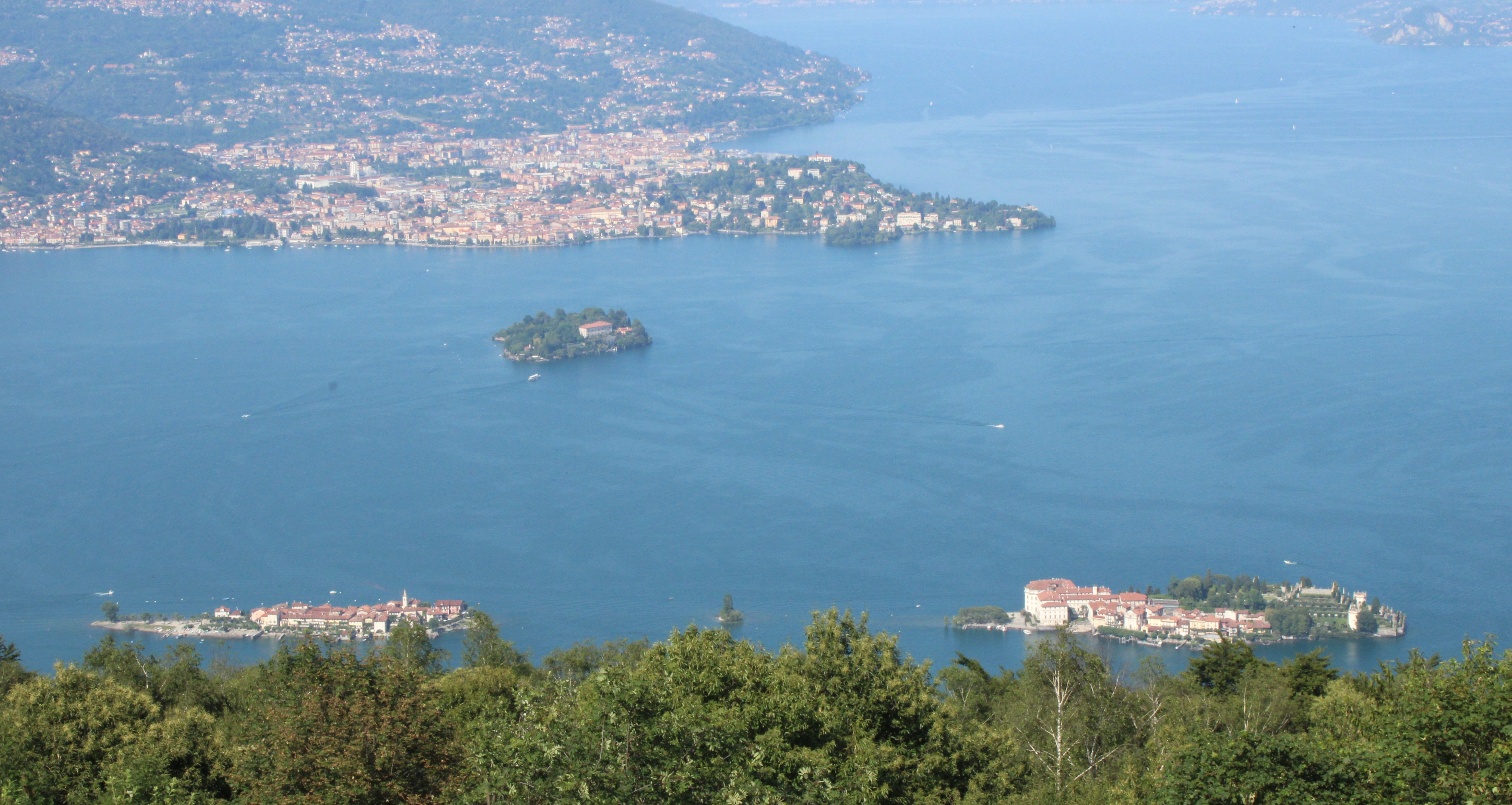
Verbania e le Isole Borromee

A partire dal 2000, l'andamento del turismo in Piemonte ha fatto registrare incrementi positivi costanti, con un'accelerazione maggiore a partire dal 2005, anno pre-olimpico. L'offerta ricettiva è aumentata di ben l'89,07% in 11 anni (2000-2011) e del 3,14% soltanto nell'ultimo anno (2011 vs 2010); ciò si traduce in 5.292 esercizi ricettivi e in 185.754 posti letto complessivi. Gli arrivi totali in Piemonte - italiani e stranieri - superano nel 2011 quota 4 milioni e 200 mila (+67,7% sul 2000, +3,92 sul 2010), mentre le presenze (pernottamenti) sfiorano i 13 milioni (+58,7% sul 2000, +3,88% sul 2010). Arrivi e presenze confermano quindi il 'prodotto Piemonte', che registra incrementi per quasi tutti i mesi dell'anno, ma in particolare in giugno e settembre, segnale di una crescente destagionalizzazione dei flussi. La ripartizione delle presenze fra mercato Italia ed Estero nel 2011 rimane invariata: 66% mercato domestico (soprattutto da Lombardia, Liguria, Lazio, Veneto ed Emilia-Romagna), 34% mercato estero (al primo posto la Germania, seguita da BeNeLux, Francia e Svizzera).
La guida Best in Travel di Lonely Planet ha eletto il Piemonte come la migliore regione al mondo da visitare nel 2019. In precedenza, la stessa guida aveva già incluso la regione subalpina tra le dieci migliori destinazioni europee del 2015.
Nel 2021 il Piemonte ha vinto il premio Italia Destinazione Digitale relativamente alla classifica delle recensioni online attinenti all'offerta enogastronomica, piazzandosi inoltre al terzo posto della graduatoria concernente la reputazione complessiva.

### Paesaggi e patrimonio artistico-culturale
Il Piemonte offre svariate possibilità di intrattenimenti, essendo le sue terre ricche di risorse naturali e paesaggistiche.
Un posto di rilievo è occupato dal patrimonio artistico-culturale condiviso da città e paesi ricchi di testimonianze di differenti periodi storici: dal romanico, al gotico, al neoclassico fino al barocco e all'arte contemporanea. Un paesaggio che si caratterizza per i palazzi barocchi, le Residenze Reali, le chiese, i castelli, le città termali (Vinadio, Acqui Terme, Lurisia o Agliano Terme per citarne alcune) e mete del turismo religioso (tra cui spiccano il Santuario di Oropa, il Santuario di Belmonte, la Basilica di Superga, il Sacro Monte di Varallo e la Casa di Giovanni Bosco) che sono parte di una molteplicità di itinerari di carattere storico e ambientale, tra paesaggi collinari, montani e di pianura. Di particolare interesse il paesaggio coltivato a vigneto di Langhe, Roero e Monferrato. Il Piemonte è considerato la regione alpina per eccellenza, del resto il suo stesso nome, "ai piedi del monte", richiama immagini suggestive di cime perennemente innevate e massicci tra i più alti d'Europa come il Monte Rosa, già citato da Leonardo da Vinci, ed il Monviso da cui sgorgano le acque del Po.

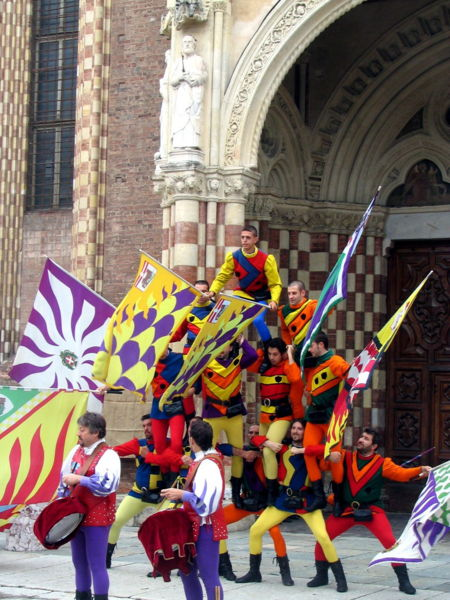
Folclore Piemontese - Sbandieratori dell'Asta

Il 14 marzo 2019 la Regione ha ricevuto l'encomio della commissione esaminatrice del Premio nazionale del paesaggio come riconoscimento per il progetto regionale di recupero delle terre marginali.

### Agriturismi, enoteche
In merito all'offerta turistica relativa al settore agroalimentare, il Piemonte si distingue tra le regioni italiane in quanto diffusissimi sono gli agriturismo e le strutture che offrono specialità casalinghe della tradizione piemontese, nonché rinomati vini caratterizzati dai marchi DOC (45) e DOCG (9), che presentano un forte legame con le terre di produzione. I vini piemontesi si possono degustare direttamente dai produttori (nelle 13 Enoteche Regionali, nelle oltre 30 Botteghe e Cantine del Vino), nelle cantine o nelle vinerie e “wine bar” disseminati su tutto il territorio. Di particolare rilevanza sono inoltre le Cattedrali sotterranee, veri e propri esempi di ingegneria enologica. Nell'offerta turistica sono inoltre compresi i prodotti PAT, DOP e IGP delle campagne: dalle verdure alla frutta, passando attraverso alcune fra le carni più ricercate e pregiate al mondo, come la razza bovina piemontese, autoctona e di antica formazione, contribuendo a scrivere la storia della società contadina in Piemonte. Di notevole interesse sono anche i formaggi, che si fregiano di ben 9 DOP (tra cui Robiola di Roccaverano, Castelmagno e Raschera, per citarne alcuni tra i più conosciuti), i salumi, gli insaccati e i risi. Immancabile nel menù turistico, il famoso Tartufo d'Alba, oggetto dell'annuale Fiera e Asta Mondiale tra ottobre e novembre.

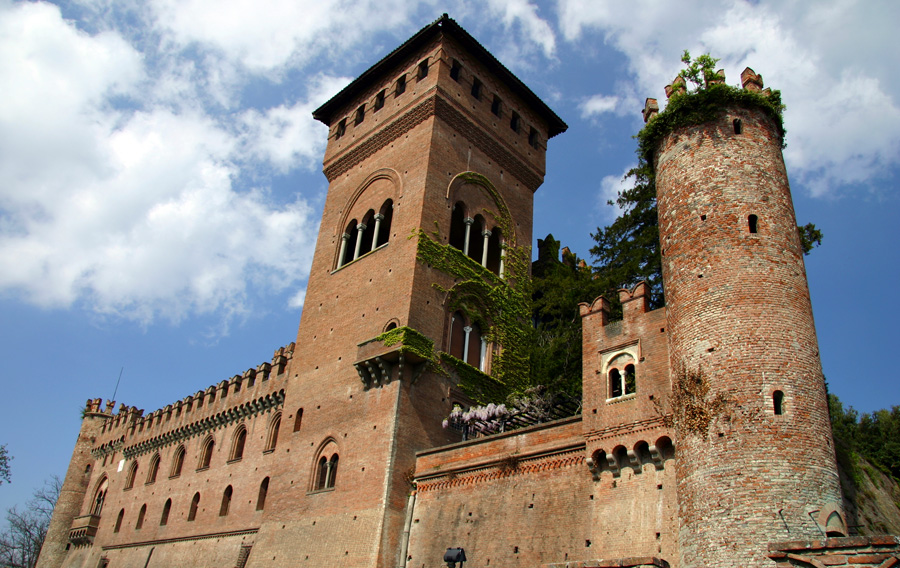
Castello di Gabiano

### Scuola di Cucina e Università del Gusto
Inoltre la regione vanta due tra le più conosciute istituzioni italiane in campo alimentare, la Scuola di Cucina ICIF - Istituto Culinario Italiano per Stranieri che nel 1997 ha inaugurato la propria sede nel Castello medievale di Costigliole d'Asti, e L'Università degli Studi di Scienze Gastronomiche meglio nota come "Università del Gusto" a Pollenzo, fondata da Slow Food, la cui filosofia è basata sulla tutela e sulla diffusione dei prodotti di alta qualità. È frequentata da studenti di diverse nazionalità che ambiscono a divenire chef e attrae turisti da tutto il mondo. La fama di questo istituto si è accresciuta a livello internazionale negli ultimi anni grazie anche alla promozione e al successo ottenuto in iniziative come il Salone internazionale del gusto di Torino o la rassegna internazionale dei formaggi “Cheese” a Bra.

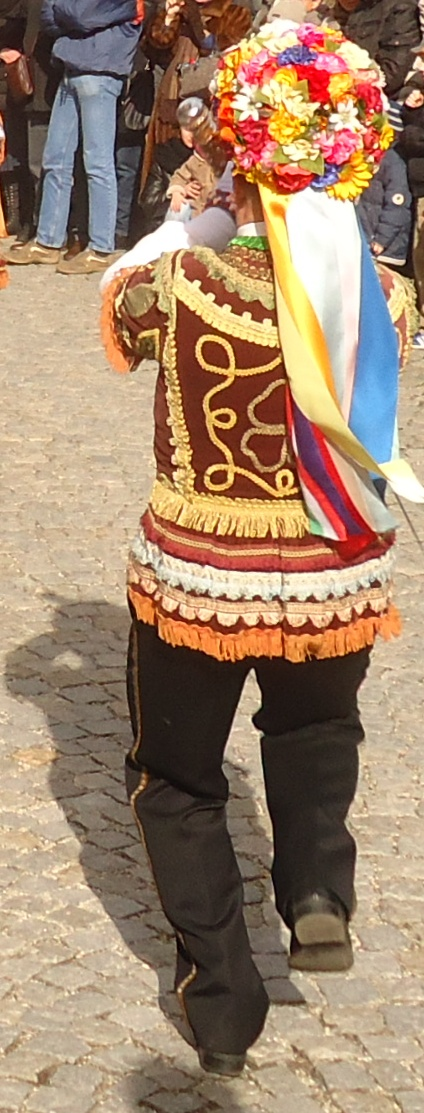
Uno dei quattro spadonari di Venaus in Valle di Susa durante la danza delle spade

### Manifestazioni popolari
Il Piemonte ha un'importante tradizione per quanto riguarda il folklore popolare: feste paesane, sagre, palii, manifestazioni enogastronomiche e rievocazioni storiche, le danze occitane, vari tipi di danza popolare come gli Spadonari di Venaus e Giaglione in Val di Susa o il Bal do sabre di Bagnasco e Fenestrelle sono solo alcuni aspetti della variegata gamma di eventi nelle province piemontesi.
Talvolta trattasi di veri intrecci enogastronomici e culturali, come, per citarne alcuni, il Carnevale di Ivrea, il Palio di Asti, il Festival delle sagre astigiane, la Sagra dell'Uva di Caluso, l'Assedio di Canelli e tanti altri della medesima rilevanza a livello nazionale ed internazionale.

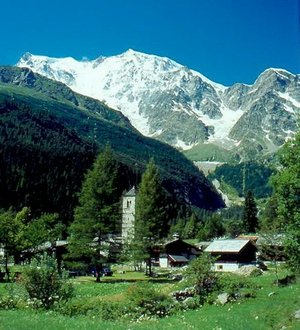
Macugnaga

### Sci e turismo alpino
Dal punto di vista del turismo alpino, la Regione Piemonte si distingue per grandi numeri: 53 stazioni sciistiche, 14 snowpark, 300 impianti di risalita, per un totale di oltre 1.300 km di piste, conosciute a livello internazionale, dove è possibile praticare non solo sci alpino, ma anche sci di fondo, tavola e slittino. Tra le località rese celebri dai XX Giochi olimpici invernali di Torino 2006, spiccano la Valle di Susa con Sestriere (dove dal 1967 si svolgono le gare di Coppa del Mondo di sci alpino e che nel 1997 è stata sede dei Mondiali di sci alpino), Sauze d'Oulx e Bardonecchia, prediletta dagli amanti dello snowboard. Accanto ad esse, Cesana Torinese, Pragelato, Sampeyre (la patria dello sci di fondo), Limone Piemonte e, sempre nel cuneese, il comprensorio Mondolè Ski (Artesina, Prato Nevoso, Frabosa Soprana) Tra i laghi del nord Piemonte si scia a Macugnaga, sui pendii del Monte Rosa e del Mottarone, caratterizzati da piste panoramiche sui grandi laghi prealpini (Lago Maggiore, Lago d'Orta), in Valsesia ad Alagna e sull'Alpe di Mera, e in Ossola settentrionale a San Domenico di Varzo. Ultimamente la tendenza è quella di unire alla vacanza sciistica il benessere e la rigenerazione di corpo e mente, in strutture d'atmosfera collocate in zone ad elevata valenza naturalistica e paesaggistica.

### Turismo lacustre
Ultimo, ma non meno diffuso, è il turismo incentrato sulla valorizzazione dei laghi piemontesi, primo fra tutti il Lago Maggiore, destinazione ambita per la ricca vegetazione dei giardini botanici, per i tesori artistici e naturali delle montagne circostanti e per un vero gioiello naturale costituito dalle Isole Borromee, visitate annualmente da migliaia di turisti. Da non dimenticare anche il lago d'Orta con l'isola di San Giulio, il lago di Mergozzo e i laghi di Avigliana, per chi è in cerca di luoghi insoliti e affascinanti.

## Luoghi di interesse storico e culturale
Il Piemonte offre uno straordinario patrimonio di storia, cultura, arte, leggenda e tradizioni, diffuso in città, paesi, abbazie, castelli, ricetti e fortificazioni secolari. Gli innumerevoli beni architettonici, testimoni dell'epoca romana, romanica, barocca, liberty, art nouveau e contemporanea, si alternano a oltre 150 musei di rilevanza spesso internazionale.

### Torino
Torino presenta un'offerta culturale in continua crescita e basata su musei di rilevanza internazionale: Museo Egizio di Torino, Museo Nazionale del Cinema, Galleria civica d'arte moderna e contemporanea, Museo nazionale dell'automobile, i Musei Reali (comprendenti Palazzo Reale di Torino, Armeria Reale, Biblioteca Reale, Galleria Sabauda, Museo di antichità), Museo civico d'arte antica, Museo delle arti decorative - Fondazione Pietro Accorsi, Museo nazionale del Risorgimento italiano e molti altri.. Se Torino è riconosciuta come la capitale del Liberty, molto apprezzata dai turisti è anche la sua veste architettonica barocca, punto di congiunzione tra l'architettura italiana e quella francese.

### Siti del patrimonio mondiale UNESCO
In Piemonte si trovano cinque siti iscritti dall'UNESCO nella Lista del Patrimonio dell'Umanità. Si tratta delle Residenze Sabaude, inserite nel 1997, delle colline del Po inserito nel 2016, dei Sacri Monti, inseriti nel 2003, dei Siti palafitticoli preistorici attorno alle Alpi (sito transfrontaliero compreso in diversi paesi europei e presente in Piemonte con le località di Azeglio e Mercurago), inseriti nel 2011, delle zone vitivinicole di Langhe-Roero e Monferrato, iscritte nel 2014, e di Ivrea - Città industriale del XX secolo, entrata a far parte della lista nel 2018.

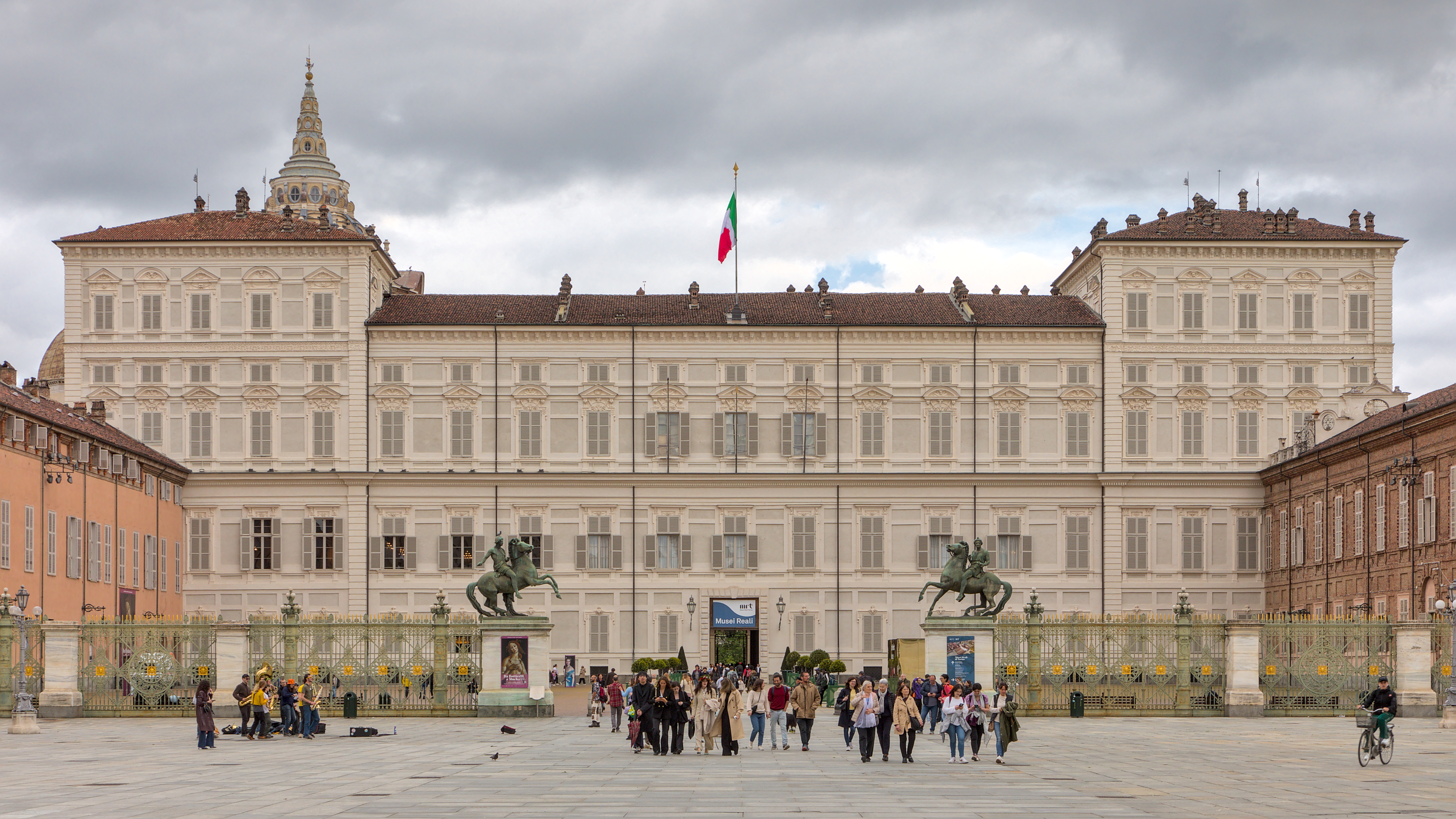
Palazzo Reale di Torino
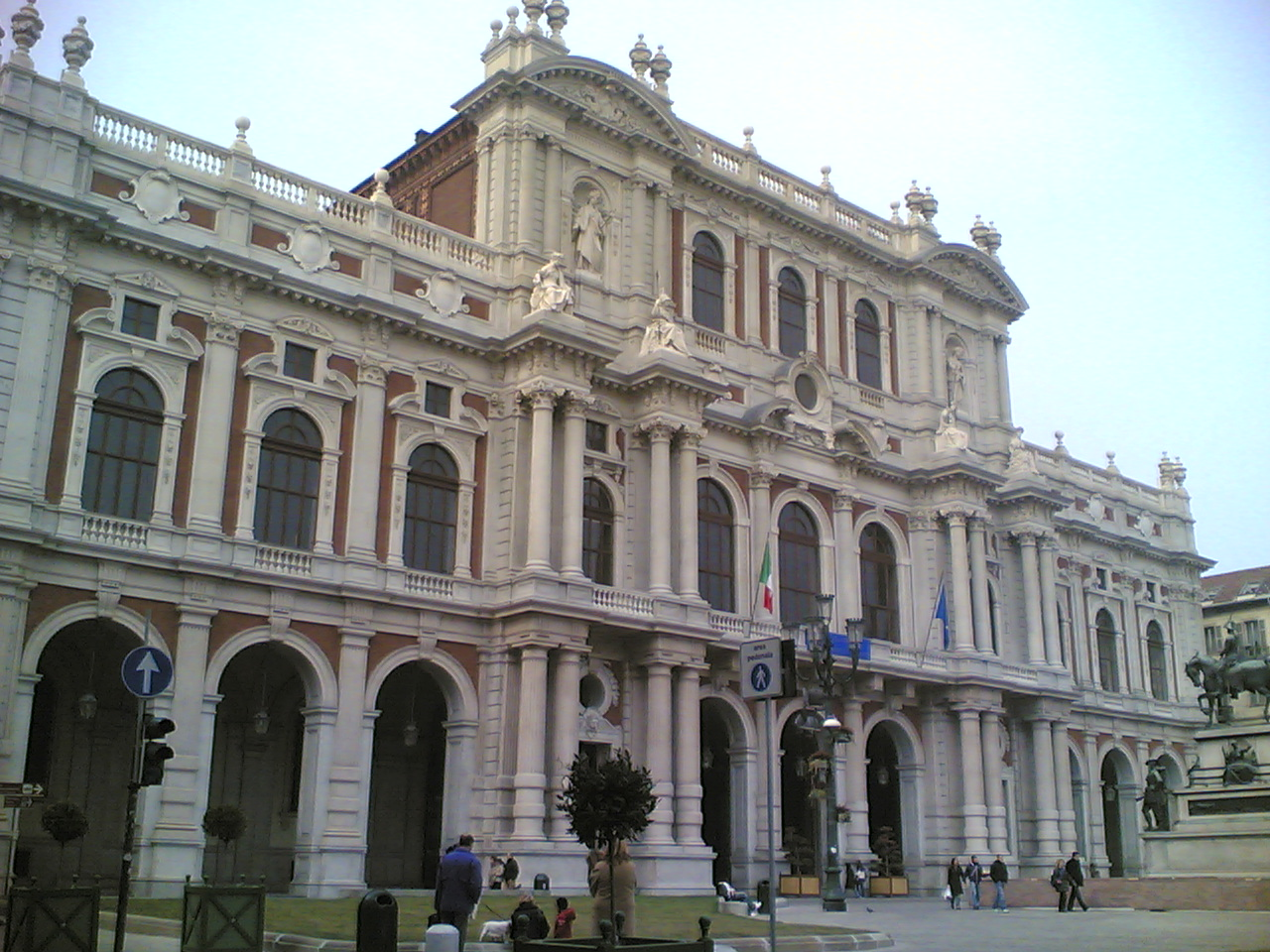
Palazzo Carignano
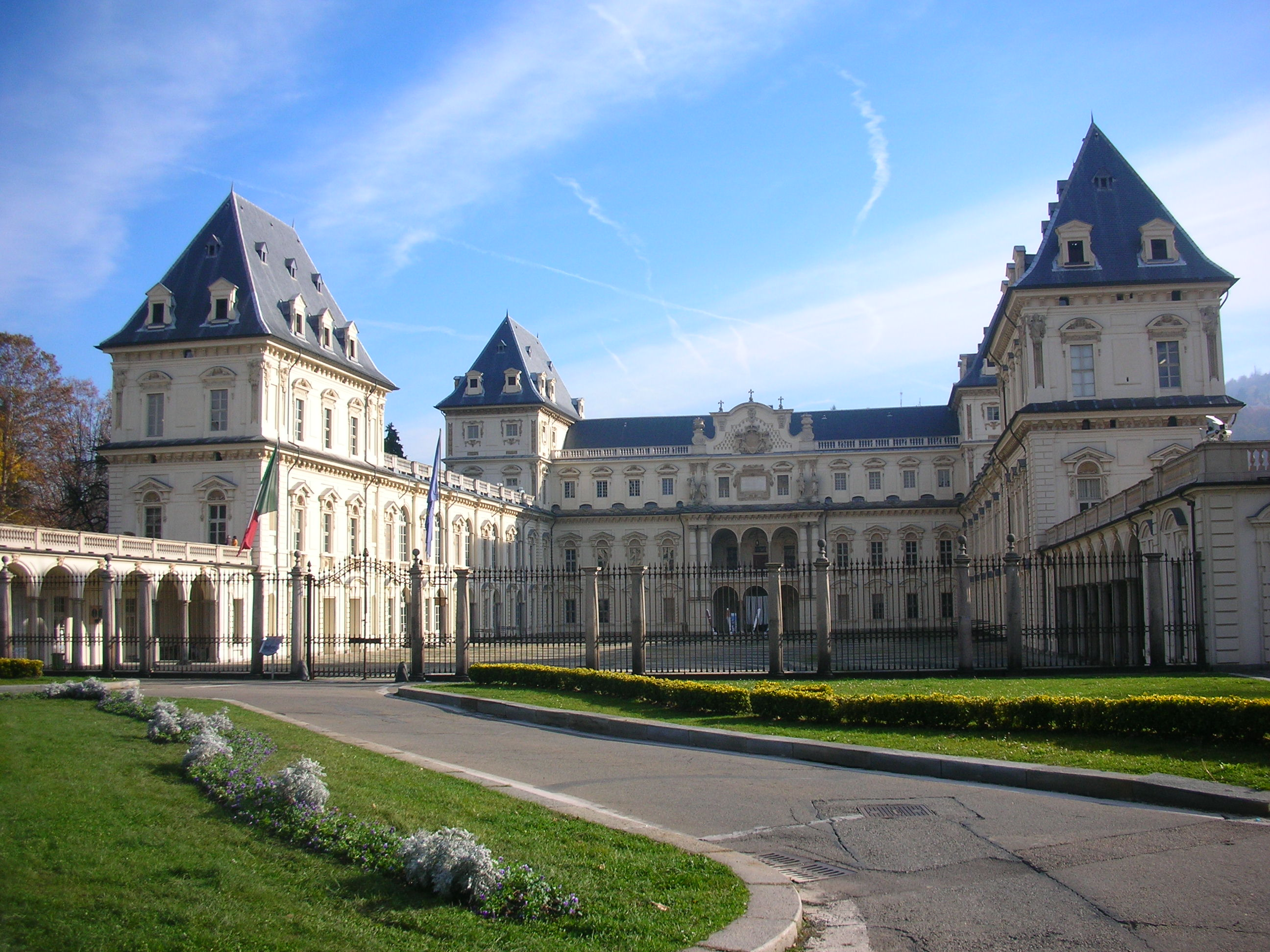
Castello del Valentino
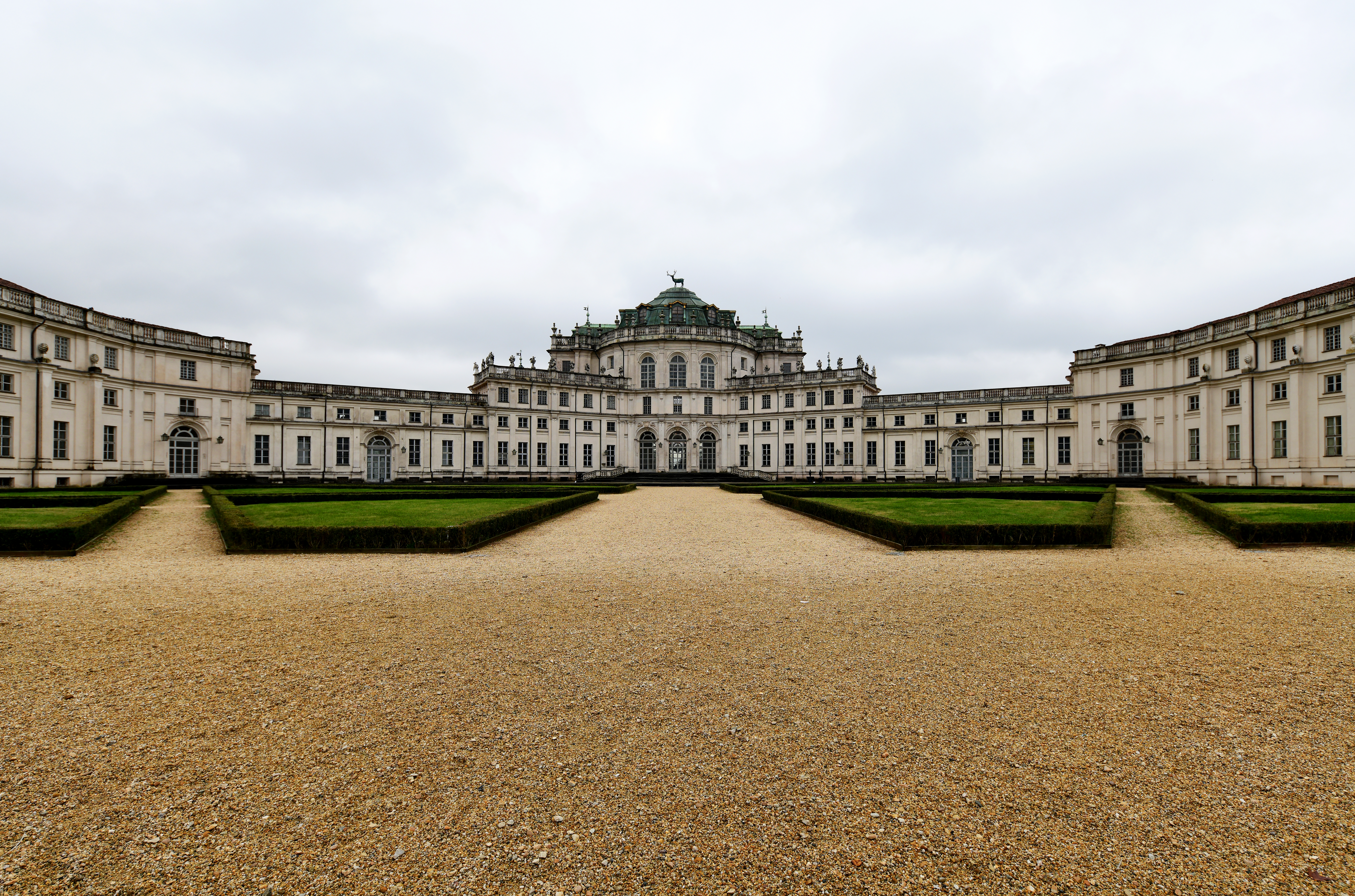
Palazzina di caccia di Stupinigi
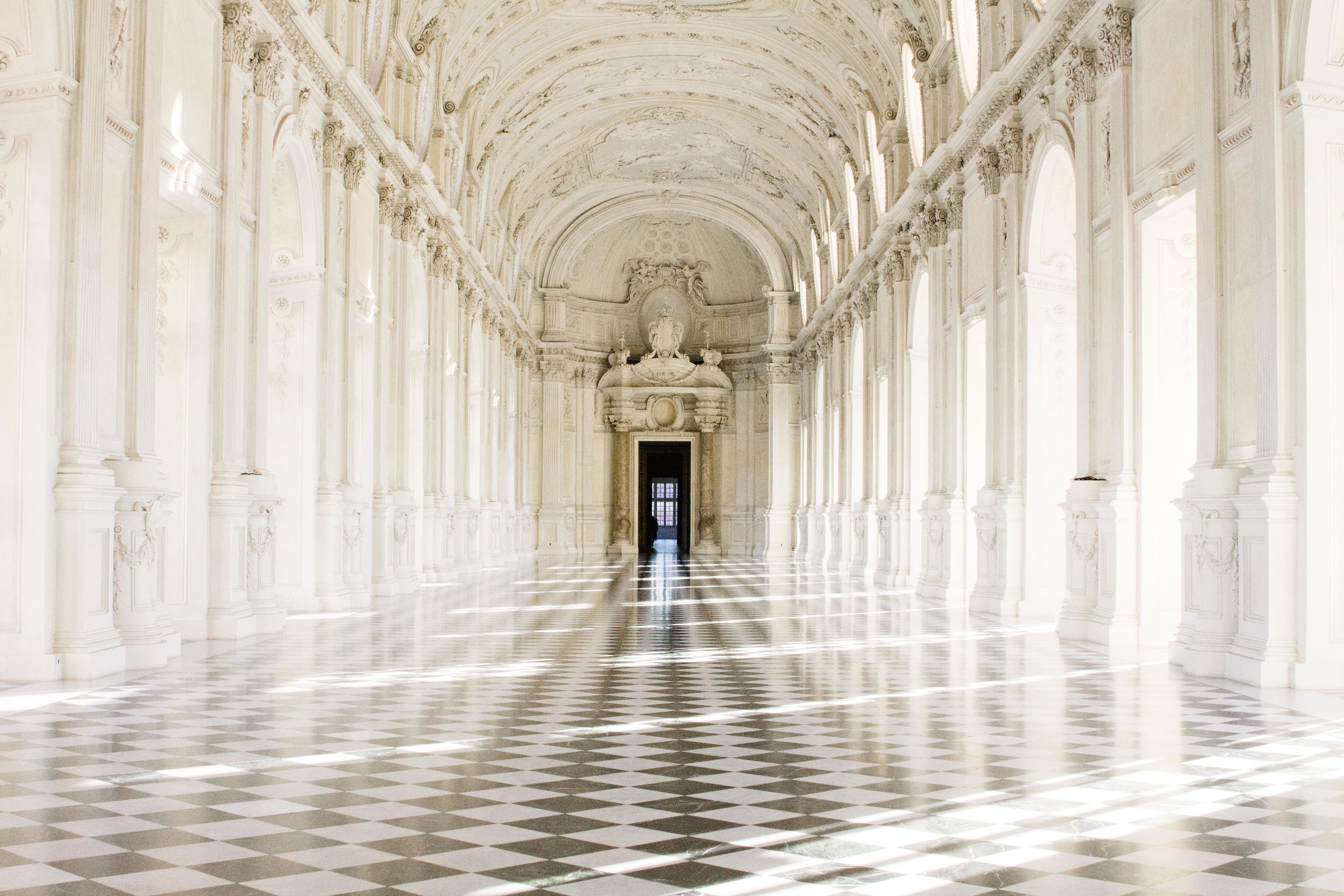
Reggia di Venaria Reale
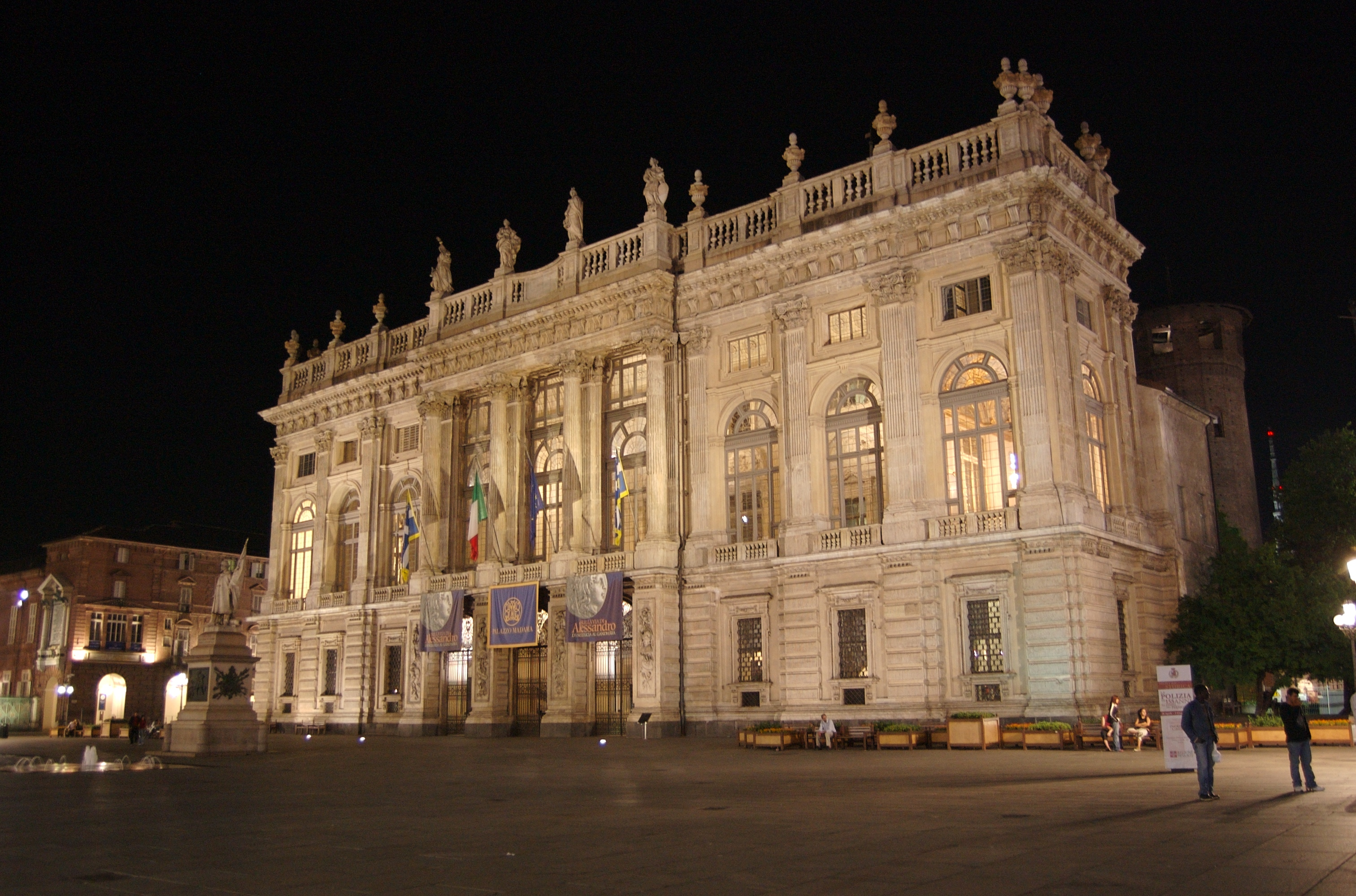
Palazzo Madama
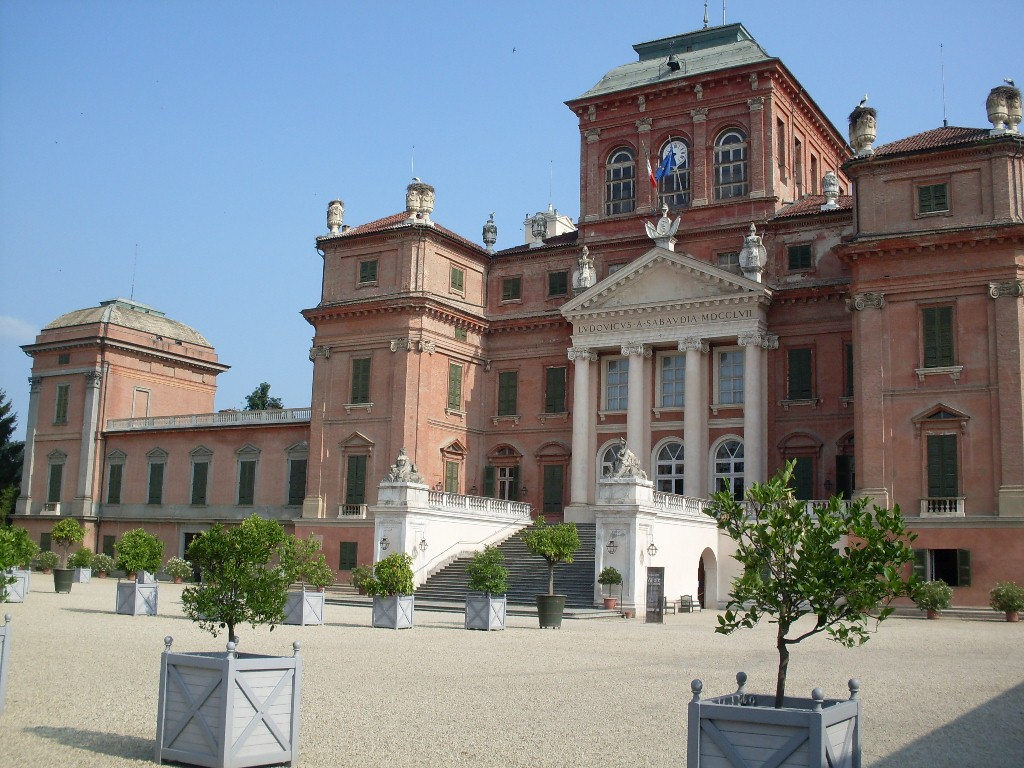
Castello di Racconigi
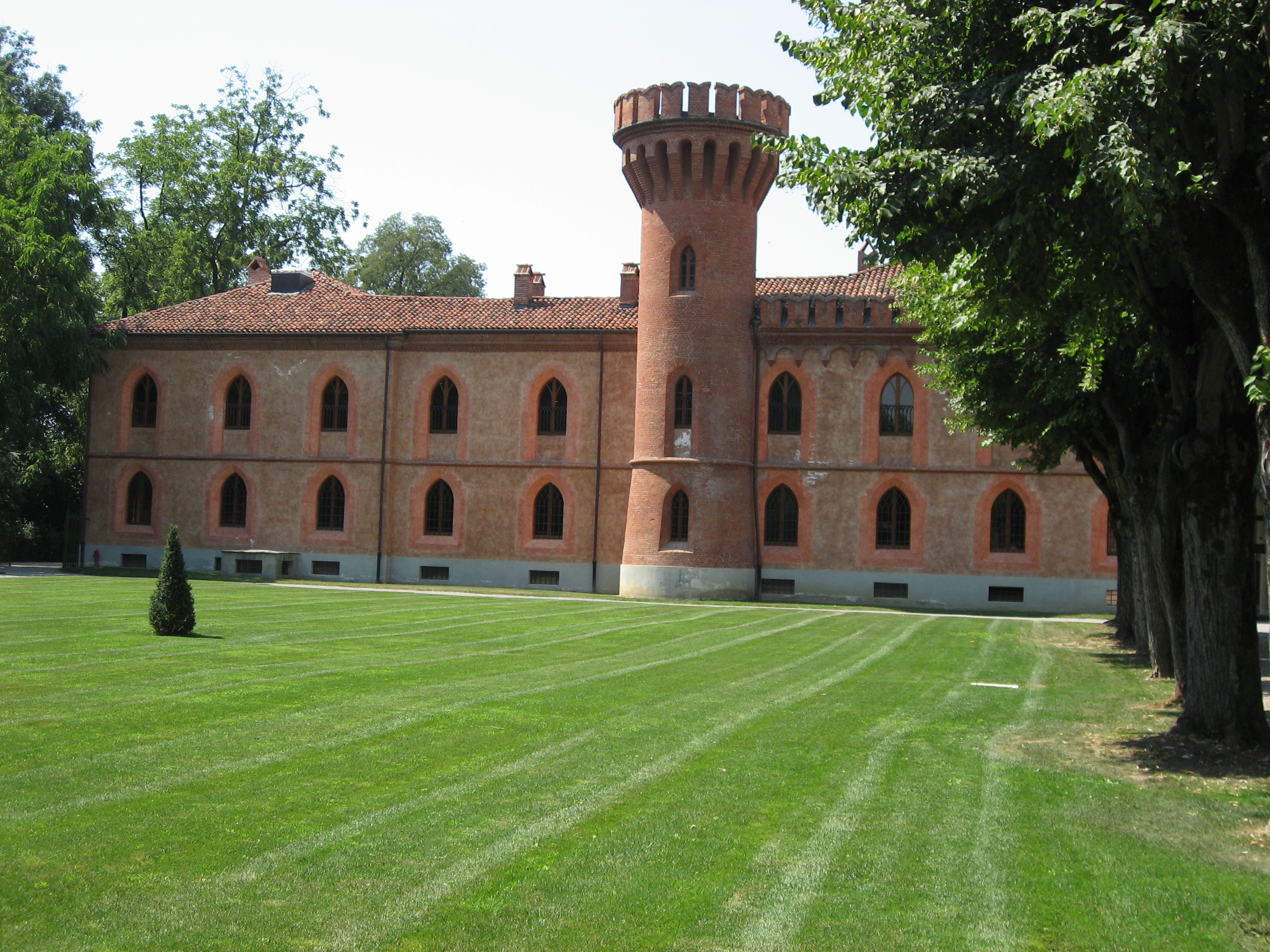
Castello di Pollenzo
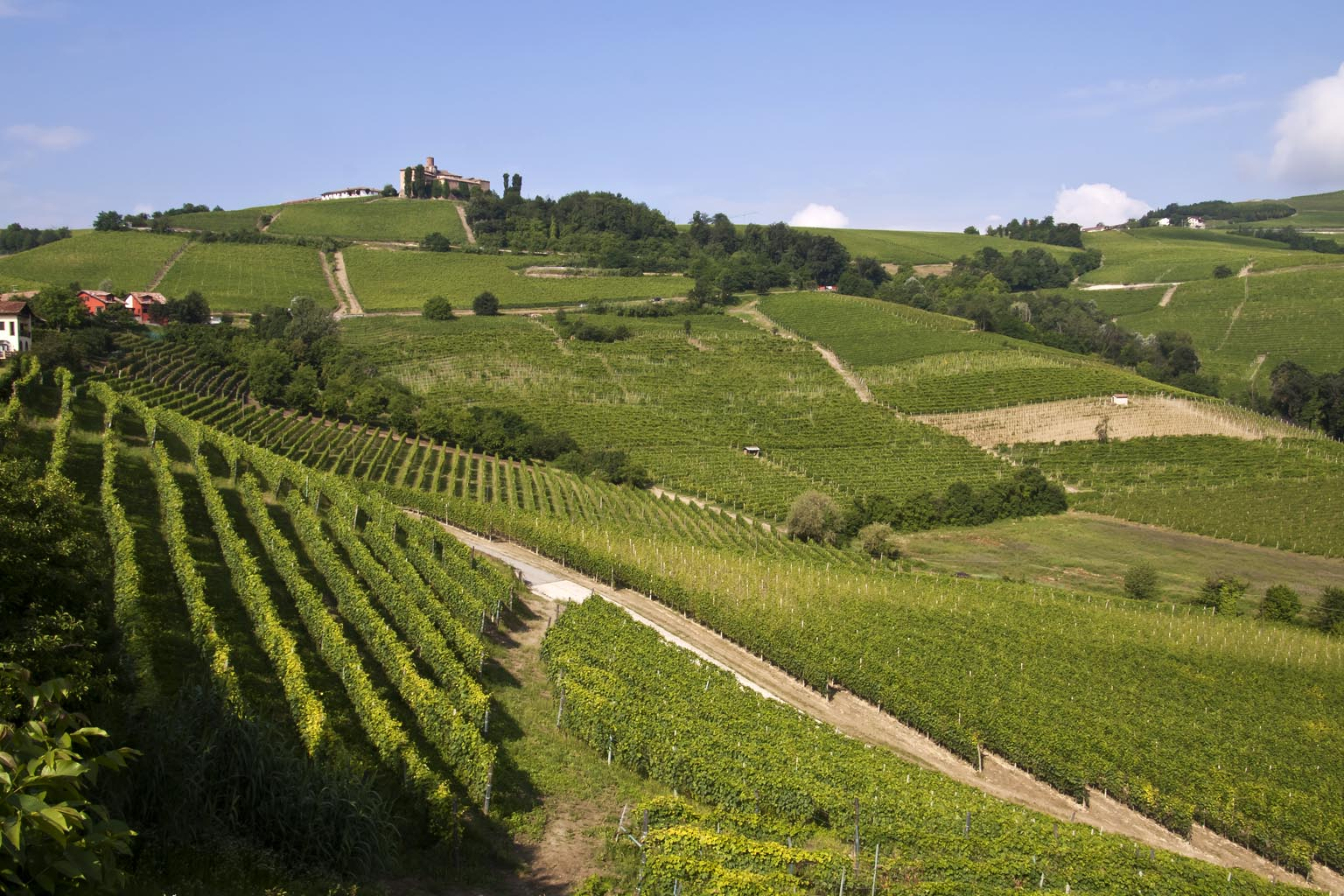
Paesaggio vitivinicolo del Piemonte: Langhe-Roero e Monferrato

### La Corona di Delizie delle Residenze Reali e i Borghi storici
Meritevoli di nota gli itinerari delle quindici Residenze Sabaude del Piemonte, denominati Corona di Delizie, con Palazzo Reale, Palazzo Madama, Palazzo Carignano, Castello del Valentino, Villa della Regina, Reggia di Venaria Reale, Borgo Castello nel parco de La Mandria, Castello di Rivoli, Palazzina di caccia di Stupinigi, Castello di Moncalieri, Castello Reale di Racconigi, Castello di Pollenzo, Castello ducale di Agliè, Castello di Govone, Reggia di Valcasotto.
Altri itinerari caratteristici sono i tredici Borghi Storici del Piemonte (Bergolo, Candelo, Chianale, Cortemilia, Garessio, Levice, Macugnaga, Mombaldone, Neive, Orta San Giulio, Ostana, Saluzzo, Usseaux).

### Luoghi della Spiritualità: Via Francigena, Sacri Monti e romanico
Di grande fascino i Luoghi della Spiritualità, come l'Abbazia di Vezzolano o la Via Francigena che percorre la Val di Susa (lungo la quale si collocano numerosi castelli e monumenti di arte sacra come la Sacra di San Michele - monumento simbolo della Regione Piemonte-, le Abbazie della Novalesa, di San Giusto di Susa, di Sant'Antonio di Ranverso, le antiche certose come Montebenedetto e un patrimonio diffuso di cappelle affrescate) o ancora i sette Sacri Monti piemontesi, patrimonio dell'umanità UNESCO: Belmonte, Crea, Domodossola, Ghiffa, Oropa con il suo maestoso santuario, Orta e Varallo). L'esteso territorio collinare dell'alto e basso Monferrato è punteggiato da castelli medievali che si ergono tra i vigneti, mentre le Langhe, tra vini pregiati e specialità eno-gastronomiche, richiamano i grandi scrittori del Novecento (Cesare Pavese a Santo Stefano Belbo, Beppe Fenoglio tra Alba, Murazzano e Bossolasco, Giovanni Arpino a Bra). Un itinerario romanico non può prescindere da una visita alle abbazie di Staffarda, di Santa Giustina, dei Santi Nazario e Celso e alla basilica di Sant'Andrea.

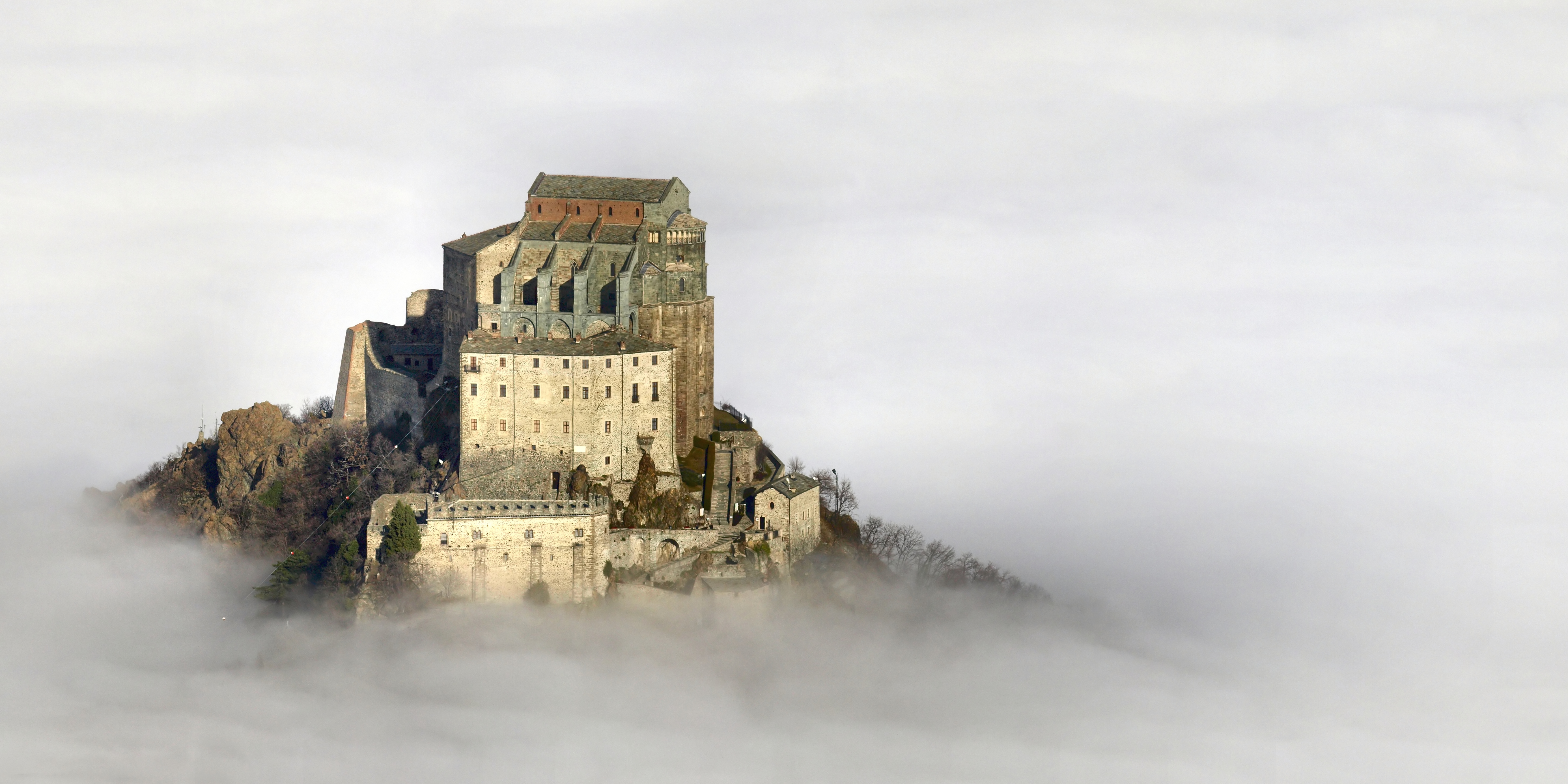
La Sacra di San Michele (Val di Susa), monumento simbolo del Piemonte
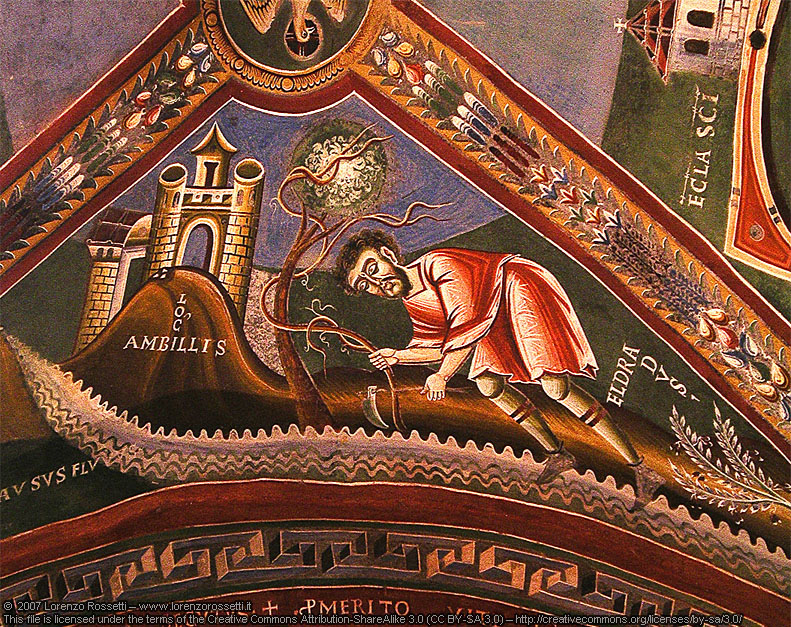
Vita di Sant'Eldrado affrescata presso l'Abbazia di Novalesa
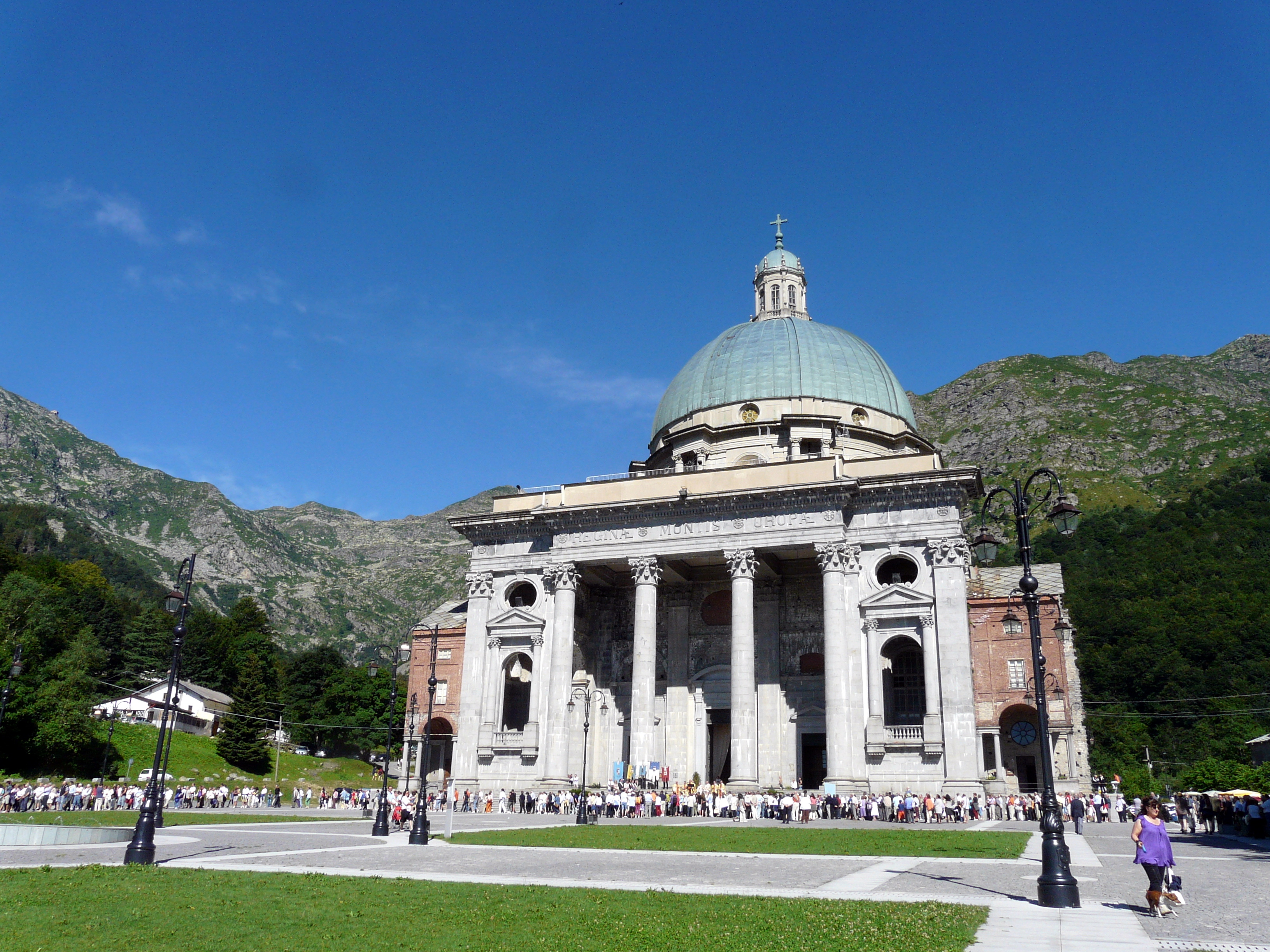
Santuario di Oropa
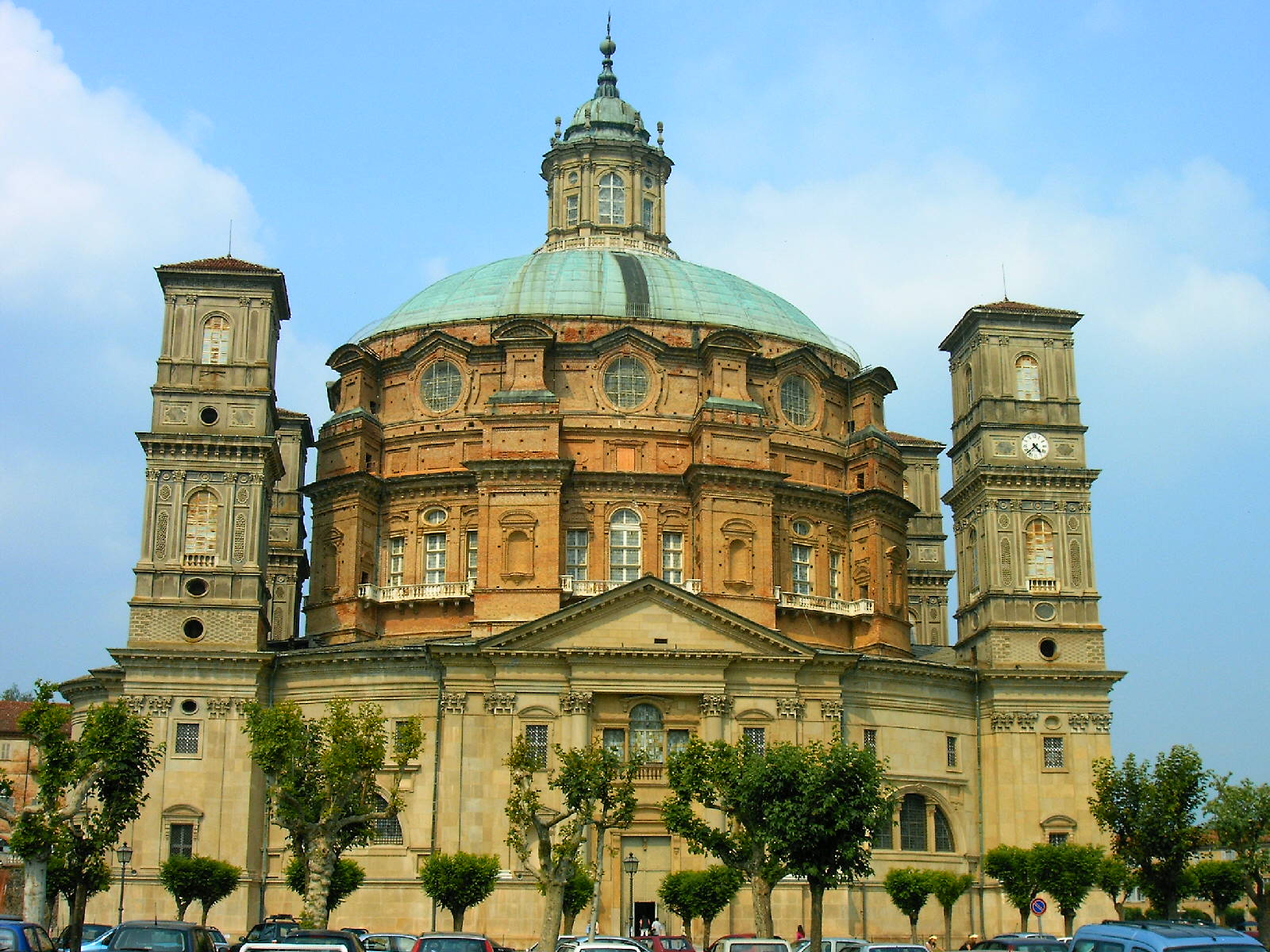
Santuario di Vicoforte
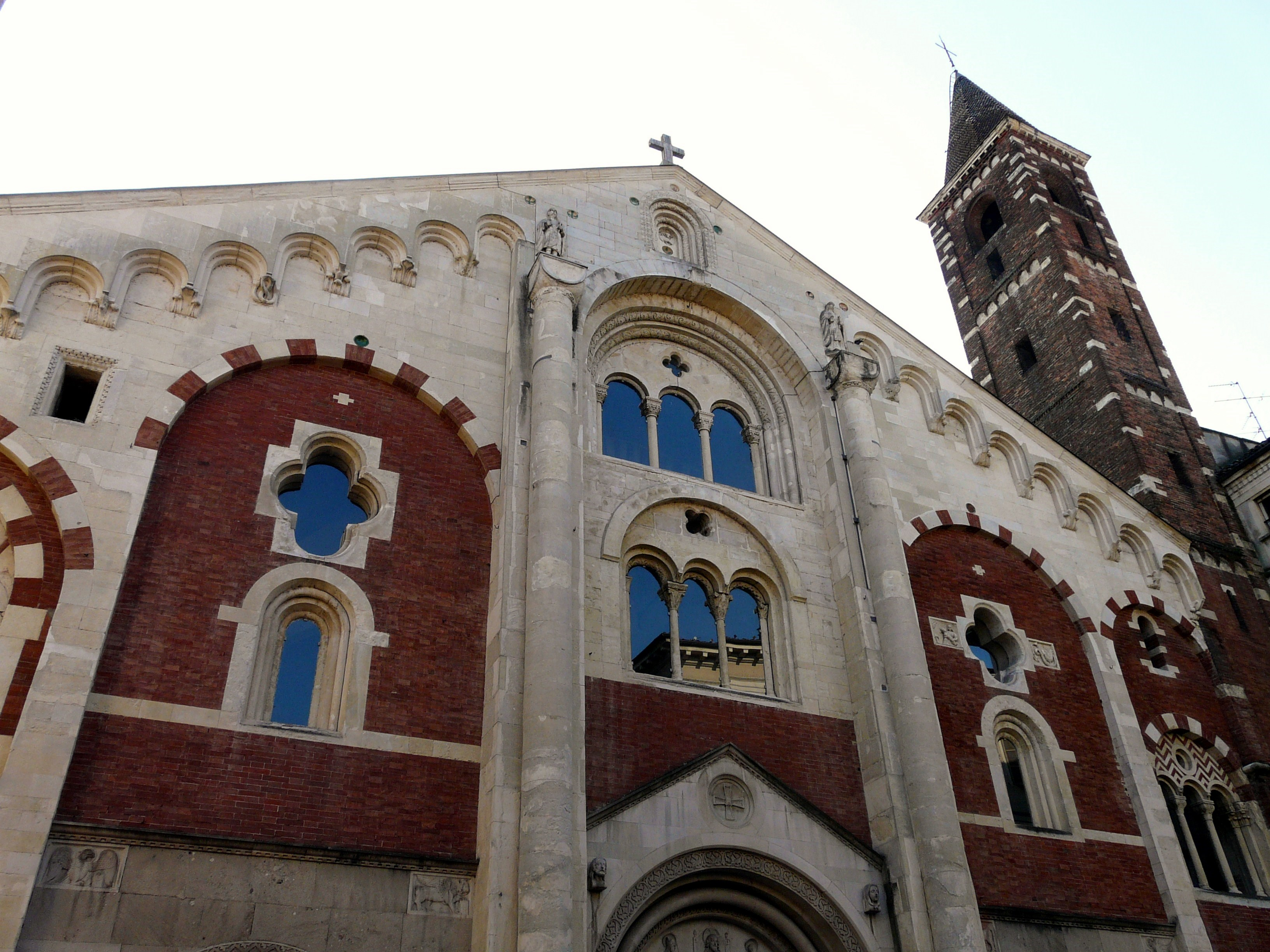
Duomo di Casale Monferrato
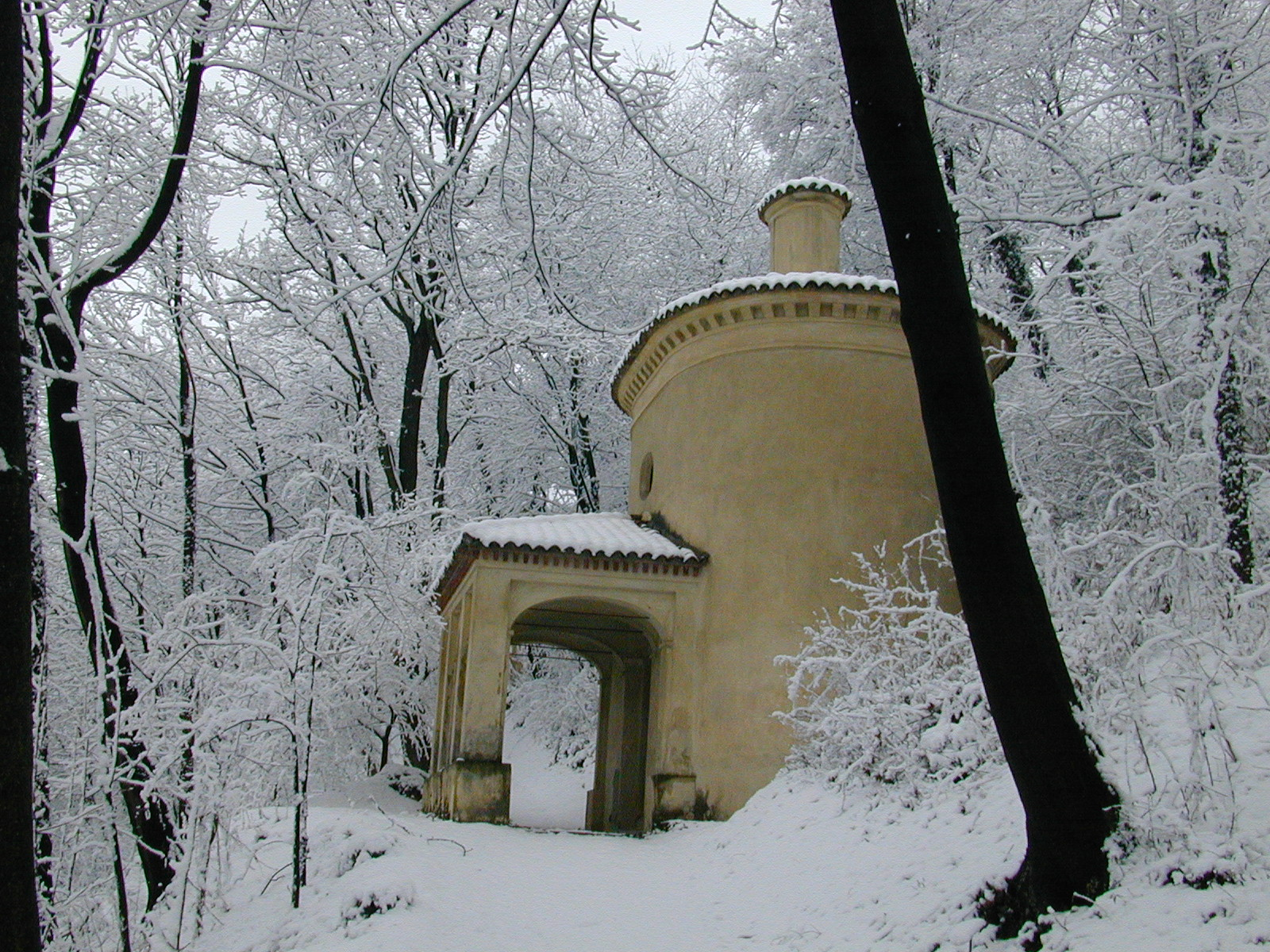
Sacro Monte di Crea
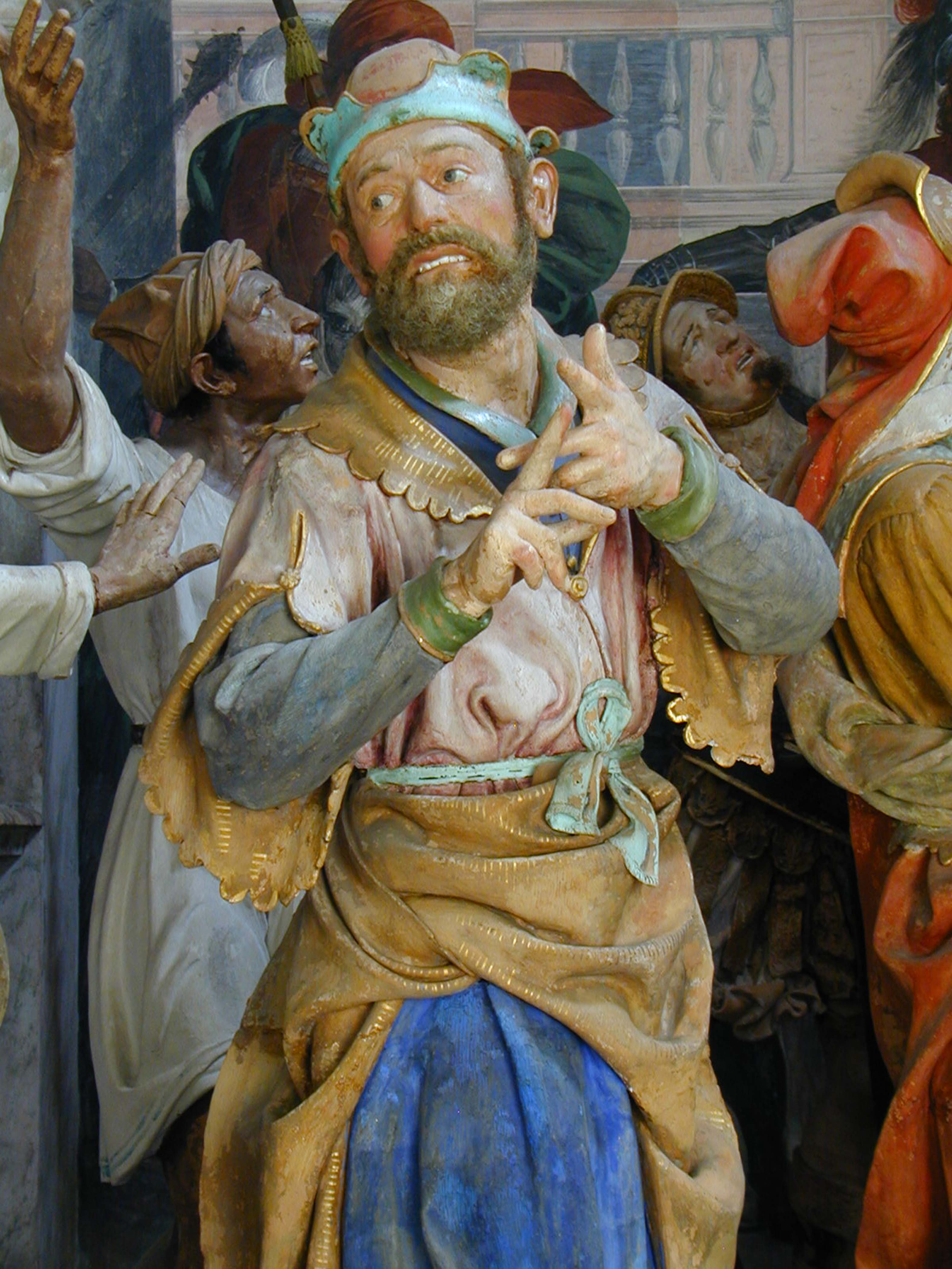
Sacro Monte di Varallo Cappella XXXIII. Giovanni d'Enrico, Ecce Homo, 1608-9
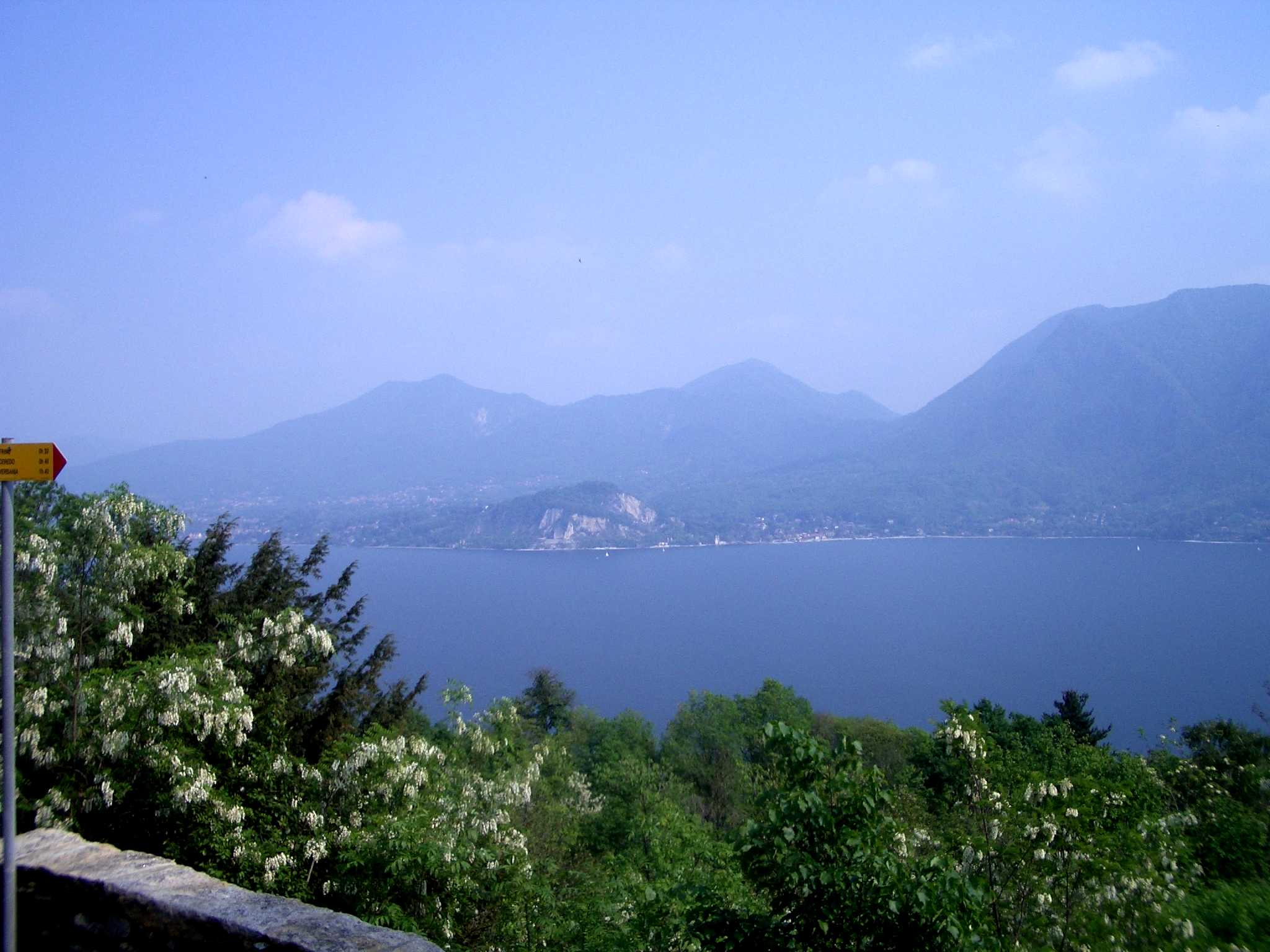
Sacro Monte di Ghiffa
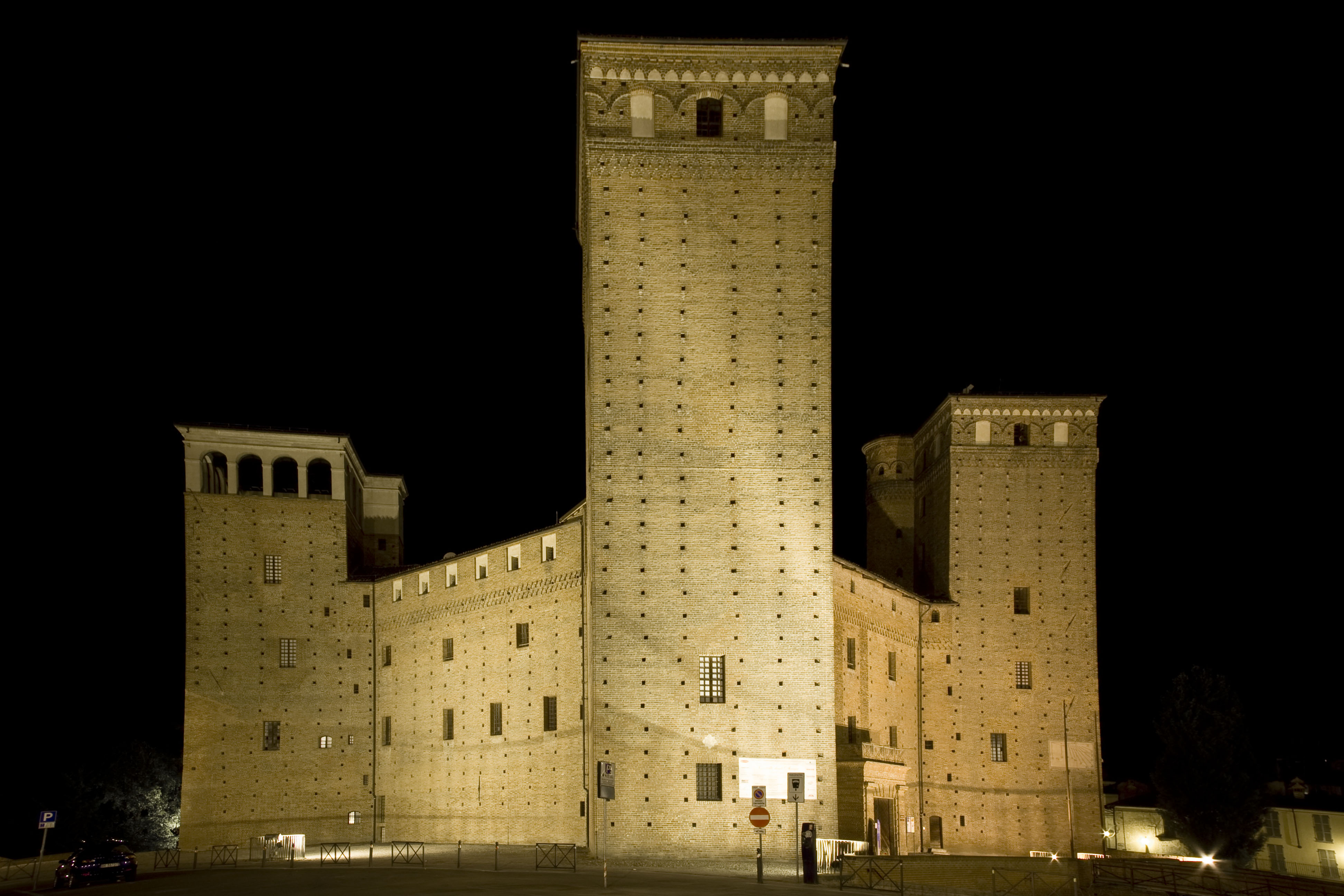
Castello dei Principi d'Acaja
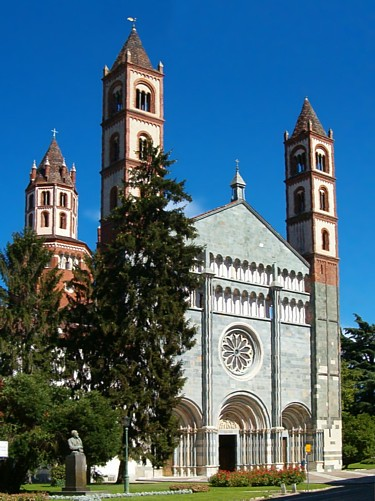
Basilica di Sant'Andrea di Vercelli
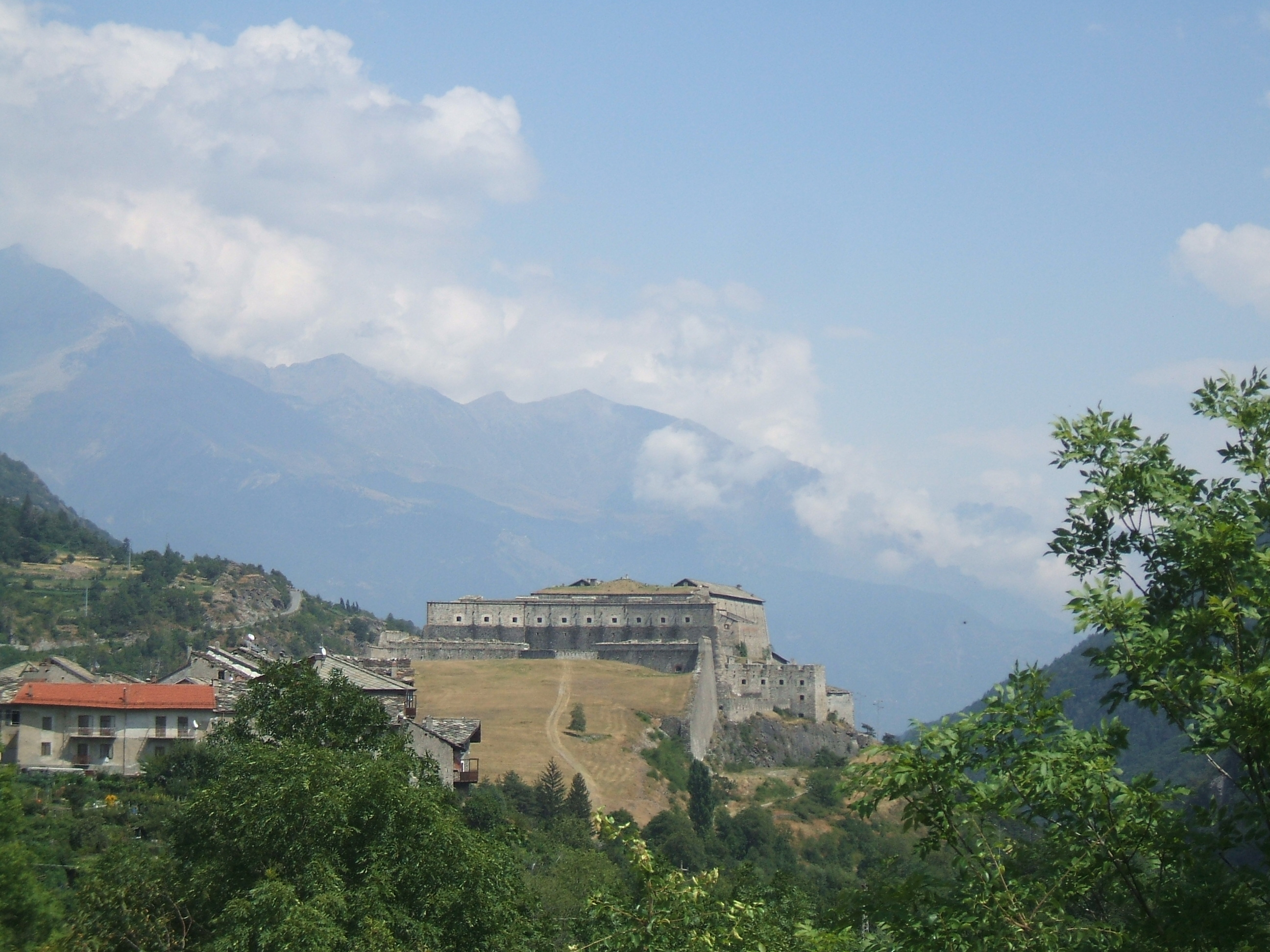
Forte di Exilles

## Sport
Lo sport in Piemonte, fatta eccezione per il calcio, si è sviluppato a un certo livello solo dal secondo dopoguerra in poi. A livello sportivo le società piemontesi si sono distinte in tempi recenti nel calcio, soprattutto con la Juventus e il Torino, nonché con altre squadre minori come il Novara Calcio, l'Alessandria Calcio 1912, il Casale FBC, la Pro Vercelli 1892 e il Calcio Cuneo 1905; nella pallavolo con la squadra di Cuneo Piemonte Volley (maschile) e di Novara AGIL Volley (femminile); nella pallacanestro con l'Auxilium Pallacanestro Torino, la Pallacanestro Biella e la Junior Libertas Pallacanestro di Casale Monferrato; nell'hockey su ghiaccio con l'Hockey Club Torino Bulls 2011 e l'Hockey Club Valpellice; nel rugby con l'Alessandria Rugby.
Nel 2003 la selezione calcistica piemontese vinse la UEFA Regions' Cup.
Diffuso è lo sci alpino su tutte le Alpi Piemontesi, dalle Alpi Marittime, alle Alpi Cozie, alle Alpi Pennine con importanti stazioni sciistiche come Limone Piemonte, Prato Nevoso, Argentera, Crissolo, Sestriere, Bardonecchia, Alagna Valsesia, Macugnaga, Alpe Devero, Val Formazza. Bardonecchia, Sestriere e Torino sono state sedi dei XX Giochi olimpici invernali nel 2006.
A Ivrea si svolgono le tappe dei campionati di canoa italiani e internazionali, come 2016 ICF Canoe Slalom World Cup 1”, la prima tappa della Coppa del Mondo di Canoa Slalom 2016 e i Campionati Mondiali di canoa slalom junior e under 23 del 2018.
Tra gli atleti di successo si ricordano i ciclisti Fausto Coppi e Costante Girardengo, la fondista Stefania Belmondo, lo sciatore Piero Gros, i calciatori Gianni Rivera e Sandro Mazzola, il canoista Giovanni De Gennaro etc.
Nel 2021 ACES Europe ha conferito al Piemonte il titolo di Regione europea dello sport per l'anno 2022.

## Festa del Piemonte-Festa dël Piemont
Ormai dal lontano 1967, ogni terza domenica di luglio, si celebra la Festa del Piemonte, facendola coincidere con la commemorazione della storica battaglia dell'Assietta del 19 luglio 1747. In questo giorno, migliaia di persone, oltre ai sindaci di Val di Susa e Val Chisone, salgono fino ai 2566 metri del colle dell'Assietta, dandosi appuntamento per celebrare la Festa dël Piemont.
La Festa solitamente si svolge con due giorni di rievocazione storica, della quale sono parte essenziale i figuranti del Gruppo storico Pietro Micca di Torino con le loro divise di soldati sabaudi del XVIII secolo.
La rievocazione inizia il sabato sera con la distribuzione del rancio serale e la fiaccolata successiva, accompagnata da musiche, danze e canti popolari. Alla domenica mattina, la giornata inizia con l'alzabandiera e la messa al campo (celebrata in piemontese). Successivamente, verso le undici del mattino, avviene la rappresentazione della battaglia, con il rullare di tamburi, il tiro dei cannoni, e gli ordini secchi impartiti per entrambi gli eserciti in francese. I figuranti, con le divise militari sia francesi che piemontesi dell'epoca, avanzano in due schiere contrapposte, rievocando il momento in cui, alle 10 del mattino del 19 luglio 1747, con un impeto imprevisto, i francesi iniziarono l'avanzata.
A presidiare la zona Carlo Emanuele III aveva disposto 13 battaglioni formati da truppe sabaude e austriache al comando del generale Giovanni Battista Cacherano di Bricherasio e le trincee erano state costruite in modo da permettere una difesa a 360 gradi. In appoggio all'esercito piemontese vi erano anche gruppi organizzati di combattenti valdesi, abituati già a compiere con successo atti di guerriglia nelle valli che conoscevano molto bene. I piemontesi lasciarono avvicinare il nemico e appena gli avversari furono a tiro, aprirono contro di loro un violento fuoco di sbarramento. In quei quattrocento metri di distanza da percorrere per raggiungere la vetta, sul campo morirono quasi cinquemila soldati francesi e duecento austro-piemontesi.
Finita la rappresentazione della battaglia, vi è la distribuzione della polenta per tutti, cotta nelle cucine da campo degli Alpini. La festa prosegue sino al tramonto, con nuove musiche, danze e canti, sia piemontesi che occitani.
La Festa è stata istituzionalizzata dal CRP con la legge regionale n. 15/2022.

## Galleria di Torino e dei capoluoghi provinciali

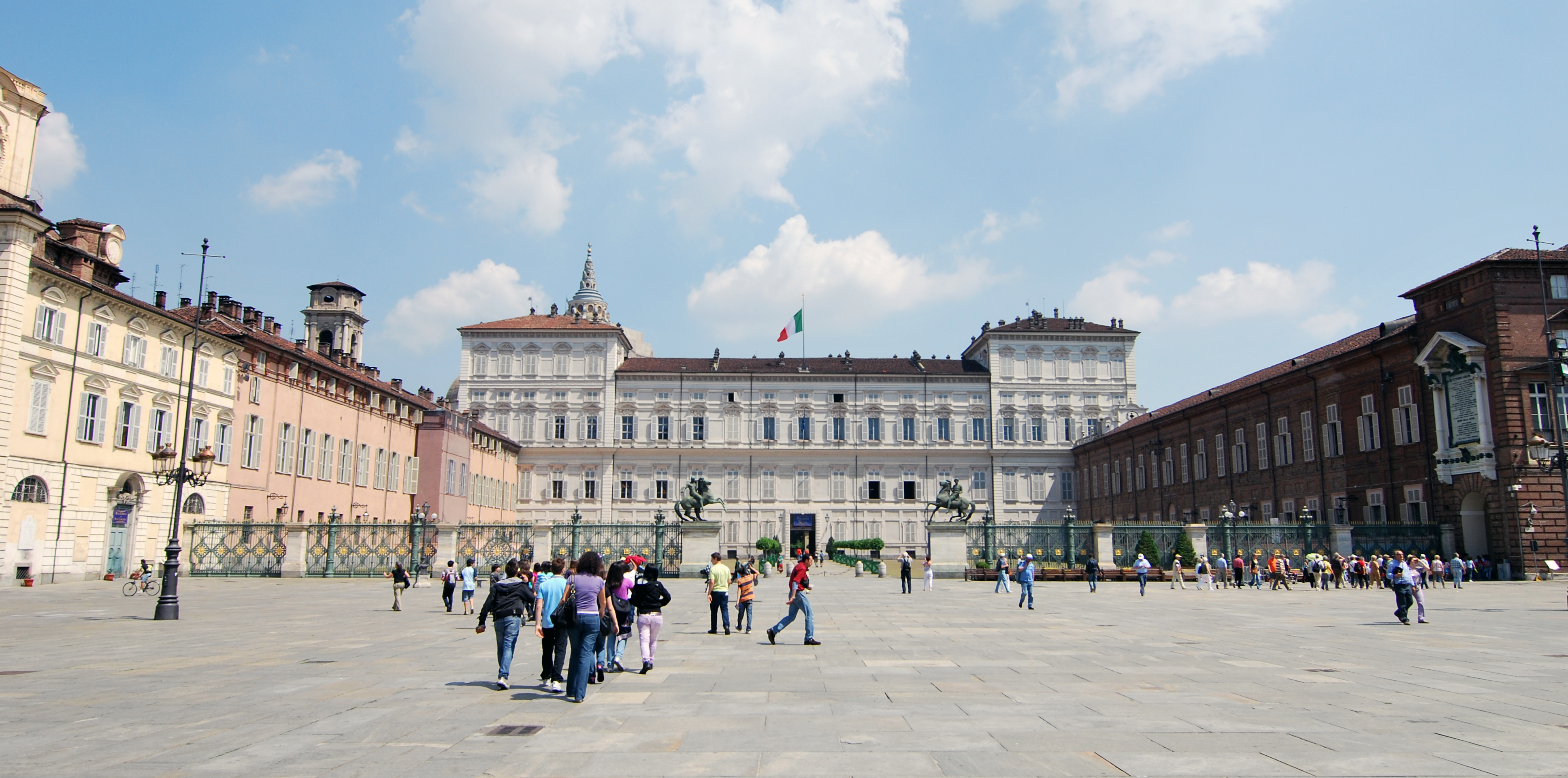
Torino
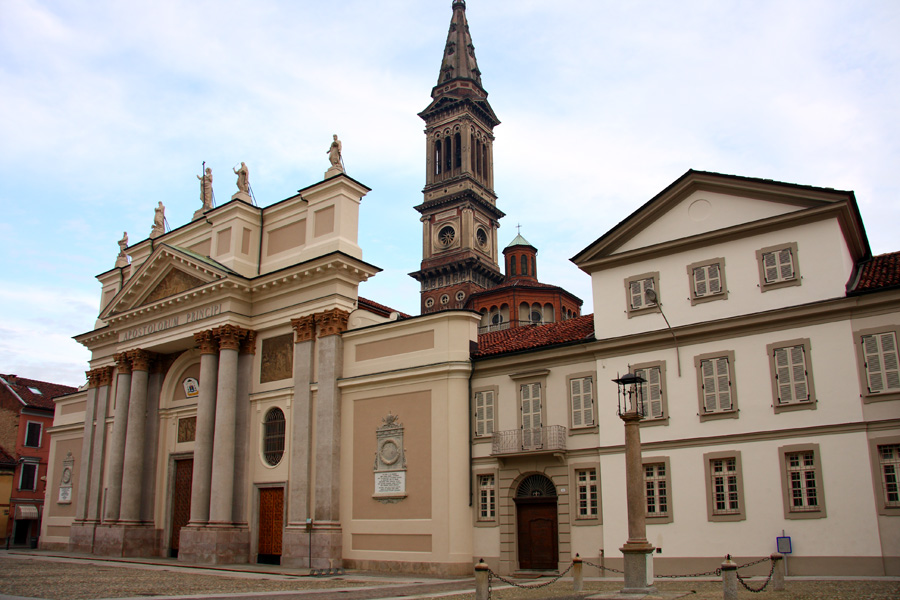
Alessandria
Asti
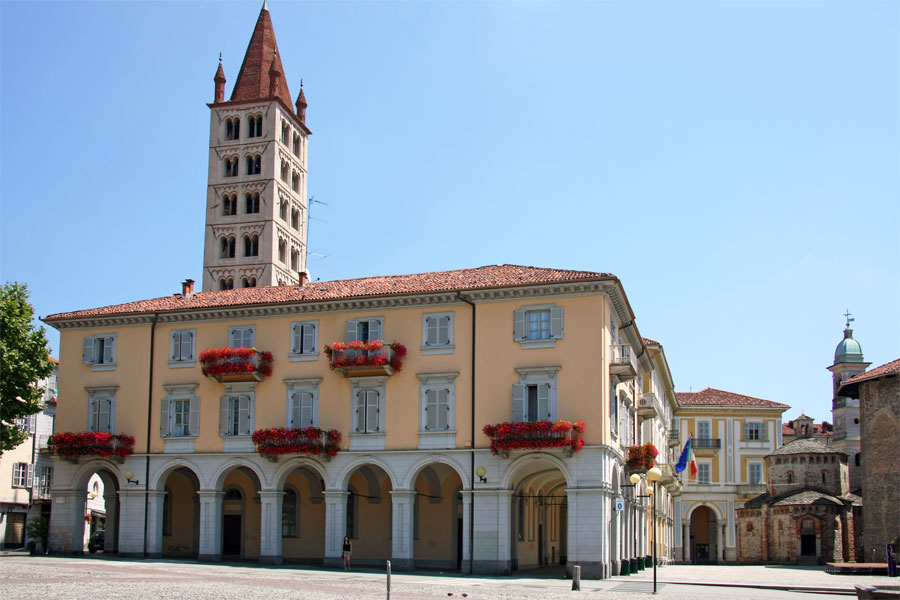
Biella
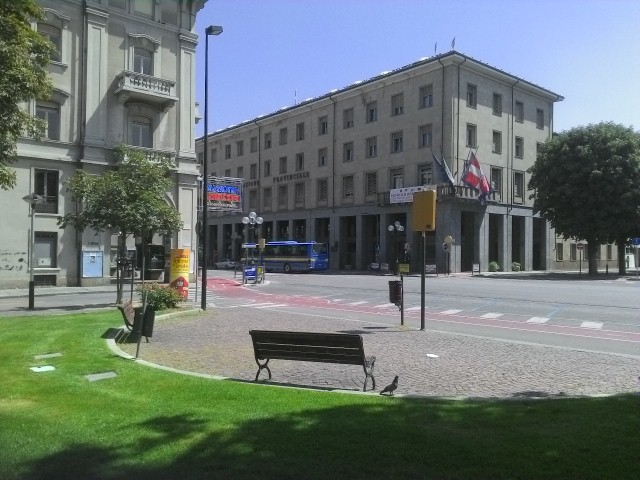
Cuneo
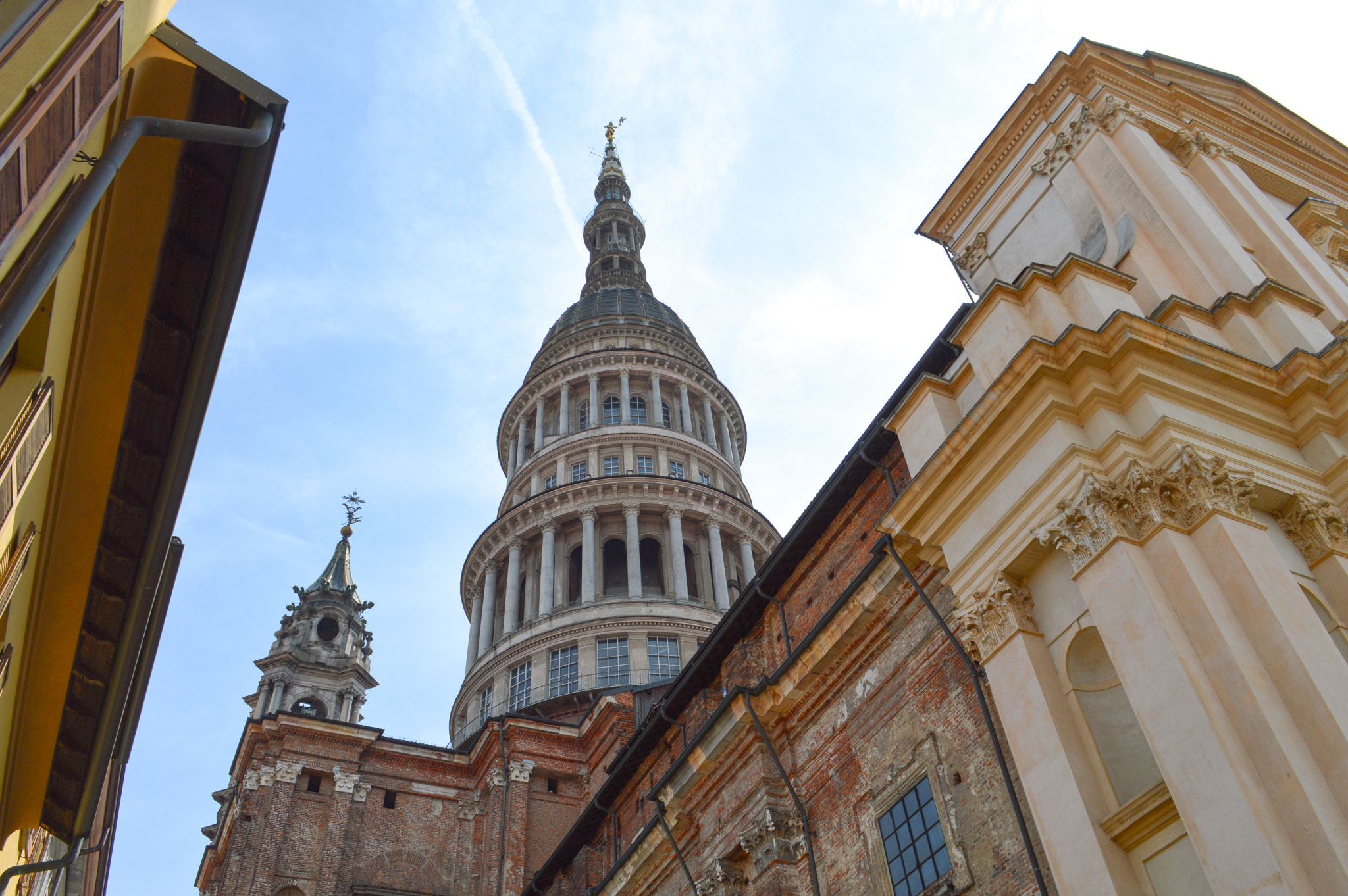
Novara
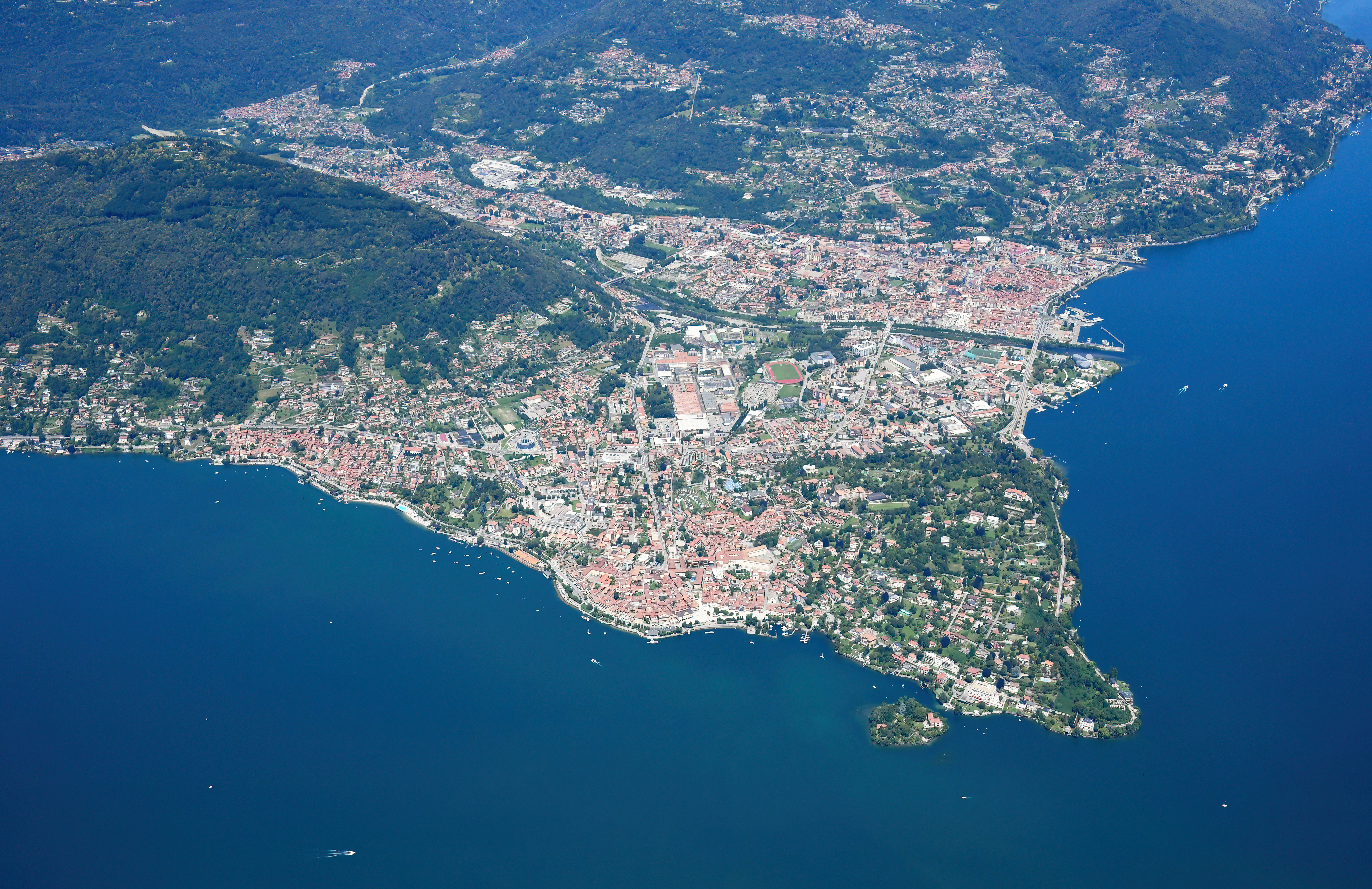
Verbania
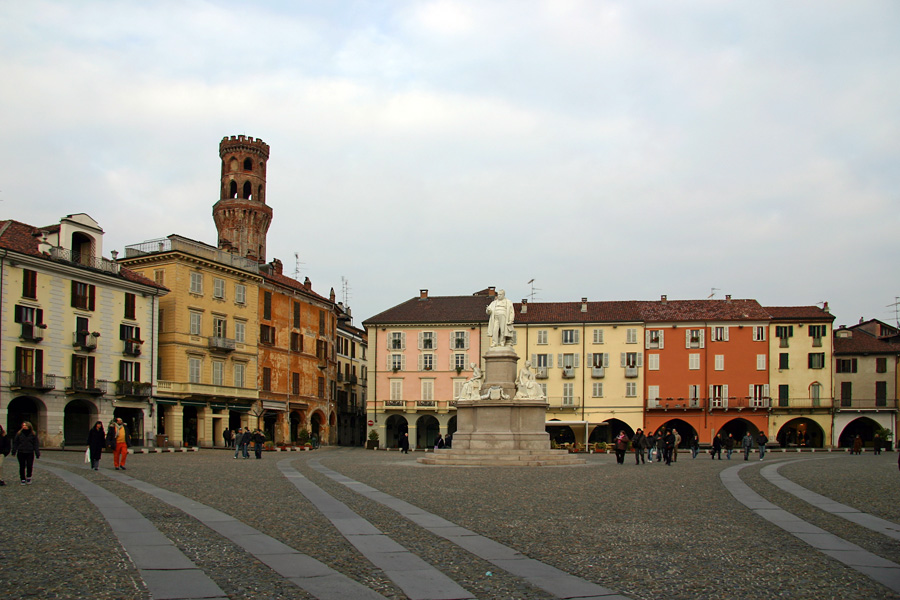
Vercelli